# Tercera División de México 2022-23
La Temporada 2022-23 de la Tercera División de México, llamada oficialmente Liga TDP, fue el sexagésimo tercer torneo de esta división.

## Formato de competencia
Los 225 equipos se dividen por zonas geográficas quedando 18 grupos; cada grupo hace un calendario de juegos entre todos a doble visita recíproca, por cada juego se otorgan 3 puntos al vencedor, un punto por empate, 0 puntos por derrota, en caso de igualada se otorga un punto extra que se define en series de penales que se adjudica el ganador. Sin embargo, debido a que los grupos cuentan con una cantidad diferente de equipos y por lo tanto no se disputa el mismo número de partidos en fase regular el sistema de clasificación de la liga le otorga una primacía al porcentaje, el cual se obtiene dividiendo los puntos obtenidos entre los partidos disputados a lo largo de la temporada, de esta forma si un equipo tiene menos unidades pero un mejor cociente finaliza en una mejor posición en la tabla general.
Al finalizar la temporada 64 equipos clasifican a la fase final. En la primera fase, los 18 grupos de la división se dividen en dos zonas: ambas integradas por 32 clubes repartidos en los grupos 1 al 8 y 9 al 18 de acuerdo a su zona geográfica. Serán ordenados de acuerdo con su cociente en la temporada de mayor a menor. Posteriormente se jugarán rondas sucesivas: treintadosavos; dieciseisavos; octavos; cuartos de final; semifinales; final de zona y campeón de campeones.
En cuanto a equipos filiales o sin derecho al ascenso, pueden disputar el título de filiales o clubes sin derecho de ascenso, a partir de la temporada 2018-2019 se clasifican 16 equipos a la liguilla siendo ordenados de mayor a menor cociente jugando rondas de octavos, cuartos de final, semifinales y final.
En cuanto al descenso no existe, cada equipo si no paga sus cuotas puede salir de la división aun en plena temporada, antes de cada torneo los equipos deben pagar su admisión a la división la cantidad de $34,800 pesos; y cubrir los requisitos de registro de 30 elementos por equipo (cada elemento paga alrededor de $2,000 pesos), se incluyen entrenadores (que pagan por separado su afiliación ante la FMF), también se pagan los balones de juego marca Voit exclusivamente que la F.M.F suministra, el arbitraje cada juego se paga, pero el gasto que corre por cuenta del equipo local y derecho de juego; en cuanto a multas cada club paga desde no presentarse a tiempo al partido, insultar al arbitraje, problemas que genere la afición, por cada amonestación y expulsión de los jugadores, grescas entre jugadores etc.
Los equipos que clasifican a Liguilla por el título deben pagar cuotas extras. Si algún equipo decide cambiar de nombre y sede debe pagar cuotas que ello genere, más su admisión, es por esta razón que cada año hay nuevos equipos y otros que dejan de competir repentinamente. Si hay oportunidad, puede presentarse el ascenso desde la Cuarta división, pero el equipo debe pagar sus cuotas y cumplir con los requisitos establecidos.
La liga permite que las franquicias participantes puedan rentar su plaza a otros clubes, por lo que suele ser habitual que existan equipos que tienen un nombre conocido distinto a la denominación con la que se encuentran registrados ante la Federación Mexicana de Fútbol. En caso de que sea así, se anexa en la tabla de equipos participantes el nombre oficial de registro.

## Equipos participantes

### Ascensos y descensos
Los dos campeones regionales del torneo tienen el derecho de ascender a la Serie A de la Liga Premier de México, mientras que los subcampeones regionales podrán ser promovidos a la Serie B, siempre y cuando cumplan con las condiciones para competir en cualquiera de las dos ramas.
El descenso en la Tercera División no existe debido a que no hay categoría menor a esta en el sistema de ligas de la FMF. Por otro lado el descenso a la Tercera División en teoría está reservado para aquel club que culmine en la posición más baja de la tabla general al finalizar la temporada de la Serie B, aunque desde la temporada 2018-2019 se encuentra suspendido debido a las diversas remodelaciones que ha sufrido esta rama de la Segunda División.
A continuación se muestran los ascensos y descensos de la temporada 2022/23 :
| Pos | a la Tercera División |
| --- | --------------------- |
| x   | No hubo descenso      |

| Pos | a la Liga Premier |
| --- | ----------------- |
| 1º  | Mazorqueros       |
| 2º  | Deportiva Venados |
| 3º  | C.D. Chilpancingo |

### Información sobre los equipos participantes
En total 225 Clubes compiten en la temporada 2022-2023.
(*) Equipo filial de un conjunto de Liga MX, Liga de Expansión MX o Liga Premier. En algunos casos puede ascender.

#### Grupo I
13 clubes de Chiapas, Campeche, Yucatán y Quintana Roo
| Equipo                    | Nombre registrado         | Ciudad                         | Estadio                                 | Capacidad | Club de afiliación     |
| ------------------------- | ------------------------- | ------------------------------ | --------------------------------------- | --------- | ---------------------- |
| Campeche F.C.             | Campeche F.C.             | Campeche, Campeche             | La Muralla de Kin-ha                    | 500       | –                      |
| Cantera Venados (*)       | Cantera Venados (*)       | Mérida, Yucatán                | Carlos Iturralde Rivero                 | 15 087    | Venados F.C.           |
| Corsarios de Campeche     | Corsarios de Campeche     | Campeche, Campeche             | Universitario                           | 4000      | –                      |
| Deportivo Chetumal        | Deportivo Chetumal        | Chetumal, Quintana Roo         | José López Portillo                     | 6600      |                        |
| Deportiva Venados "B" (*) | Deportiva Venados "B" (*) | Tamanché, Yucatán              | Alonso Diego Molina                     | 2500      | Deportiva Venados      |
| Felinos 48                | Felinos 48                | Reforma, Chiapas               | Cancha Unidad y Compromiso              | 600       |                        |
| Inter Playa "B" (*)       | Inter Playa "B" (*)       | Playa del Carmen, Quintana Roo | Mario Villanueva Madrid                 | 7500      | Inter Playa del Carmen |
| Mayas F.C.                | Mayas F.C.                | Hunucmá, Yucatán               | Unidad Deportiva Solidaridad            | 300       | –                      |
| Mons Calpe Yucatán        | Mons Calpe Yucatán        | Motul, Yucatán                 | Unidad Deportiva Felipe Carrillo Puerto | 1000      | –                      |
| Pampaneros de Champotón   | Pampaneros de Champotón   | Champotón, Campeche            | Nou Camp Champotón                      | 1000      |                        |
| Pioneros Junior (*)       | Pioneros Junior (*)       | Cancún, Quintana Roo           | Cancún 86                               | 6390      | Cancún F.C.            |
| Progreso F.C. (*)         | Progreso F.C. (*)         | Progreso, Yucatán              | 20 de Noviembre                         | 3000      | Venados F.C.           |
| Saraguatos de Palenque    | Saraguatos de Palenque    | Palenque, Chiapas              | Rey Pakal                               | 1000      | –                      |

#### Grupo II
11 equipos de Chiapas y Oaxaca
| Equipo                  | Nombre registrado       | Ciudad                              | Estadio                                 | Capacidad | Club de afiliación |
| ----------------------- | ----------------------- | ----------------------------------- | --------------------------------------- | --------- | ------------------ |
| Antequera F.C.          | Antequera F.C.          | San Pablo Etla, Oaxaca              | Unidad Deportiva San Pablo Etla         | 1000      | –                  |
| Atlético Ixtepec        | Atlético Ixtepec        | Juchitán, Oaxaca                    | El Juchiteco                            | 1500      | –                  |
| Búhos de Oaxaca         | Búhos de Oaxaca         | Oaxaca, Oaxaca                      | Deportivo Ramos                         | 1000      | –                  |
| Cefor Chiapas           | Cefor Chiapas           | Tuxtla Gutiérrez, Chiapas           | Flor del Sospo                          | 3000      | –                  |
| Cruz Azul Lagunas (*)   | Cruz Azul Lagunas (*)   | Lagunas, Oaxaca                     | Cruz Azul                               | 2000      | Cruz Azul          |
| Deportivo Profutsoccer  | Deportivo Profutsoccer  | San Cristóbal de Las Casas, Chiapas | Municipal de San Cristóbal de Las Casas | 4000      | –                  |
| Dragones de Oaxaca      | Dragones de Oaxaca      | Zimatlán de Álvarez, Oaxaca         | Unidad Deportiva Ignacio Mejía          | 1000      | –                  |
| F.C. Garra Fraylesca    | Toros Huatusco          | Villaflores, Chiapas                | Lic. Miguel Tamayo Guzmán               | 1000      | –                  |
| Lechuzas UPGCH          | Lechuzas UPGCH          | Tuxtla Gutiérrez, Chiapas           | Flor del Sospo                          | 3000      | –                  |
| Milenarios de Oaxaca    | Milenarios de Oaxaca    | San Pablo Villa de Mitla, Oaxaca    | Municipal San Pablo Villa de Mitla      | 1000      | –                  |
| Universidad del Sureste | Universidad del Sureste | Comitán, Chiapas                    | Centro de Formación UDS                 | 500       | –                  |

#### Grupo III
13 equipos de Oaxaca, Puebla y Veracruz
| Equipo                          | Nombre registrado               | Ciudad            | Estadio                                            | Capacidad | Club de afiliación |
| ------------------------------- | ------------------------------- | ----------------- | -------------------------------------------------- | --------- | ------------------ |
| Atlante Xalapa (*)              | Atlante Xalapa (*)              | Xalapa, Veracruz  | Unidad Deportiva UV Campus CAD                     | 1000      | Atlante F.C.       |
| Caballeros de Córdoba           | Caballeros de Córdoba           | Córdoba, Veracruz | Rafael Murillo Vidal                               | 3800      | –                  |
| Conejos de Tuxtepec             | Conejos de Tuxtepec             | Tuxtepec, Oaxaca  | Ing. Guillermo Hernández Castro                    | 1500      | –                  |
| Córdoba F.C.                    | Deportivo Albiazul              | Córdoba, Veracruz | Rafael Murillo Vidal                               | 3800      | –                  |
| Delfines UGM                    | Delfines UGM                    | Nogales, Veracruz | UGM Nogales                                        | 1500      | –                  |
| Diablos Blancos F.C.            | Unión Magdalena Contreras       | Puebla, Puebla    | Centro Deportivo y del Alto Rendimiento Los Olivos | 1000      | –                  |
| Guerreros Puebla                | Guerreros Puebla                | Puebla, Puebla    | Unidad Deportiva Mario Vázquez Raña                | 800       | –                  |
| Club Licántropos                | Club Licántropos                | Puebla, Puebla    | Unidad Deportiva Campos El Cóndor                  | TBA       | –                  |
| Lobos Puebla                    | Lobos Puebla                    | Puebla, Puebla    | Universitario BUAP                                 | 19 283    | –                  |
| Los Ángeles                     | Los Ángeles                     | Puebla, Puebla    | Unidad Deportiva Mario Vázquez Raña                | 800       | –                  |
| Reales de Puebla                | Reales de Puebla                | Chachapa, Puebla  | Unidad Deportiva Chachapa                          | 1000      | –                  |
| Tehuacán de la Franja           | Tehuacán de la Franja           | Tehuacán, Puebla  | Unidad Deportiva La Huizachera                     | 1000      | –                  |
| Universidad del Golfo de México | Universidad del Golfo de México | Orizaba, Veracruz | Universitario UGM                                  | 1500      | –                  |

#### Grupo IV
16 equipos de la Ciudad de México y el Estado de México
| Equipo                 | Nombre registrado           | Ciudad                                | Estadio                                              | Capacidad | Club de afiliación |
| ---------------------- | --------------------------- | ------------------------------------- | ---------------------------------------------------- | --------- | ------------------ |
| Álamos F.C.            | Álamos F.C.                 | Iztacalco, Ciudad de México           | Ciudad Deportiva Magdalena Mixhuca Campo 1, Puerta 7 | 300       | –                  |
| América Coyoacán (*)   | Valle de Xico F.C.          | Venustiano Carranza, Ciudad de México | Deportivo Francisco Zarco                            | 1000      | C. América         |
| Atlético Aragón        | Atlético San Juan de Aragón | Venustiano Carranza, Ciudad de México | Deportivo Francisco Zarco                            | 1000      | C.F. Pachuca       |
| Atlético Mexicano      | Atlético Mexicano           | Venustiano Carranza, Ciudad de México | Deportivo Eduardo Molina                             | 500       | –                  |
| Aztecas AMF Soccer     | Aztecas AMF Soccer          | Venustiano Carranza, Ciudad de México | Deportivo Francisco Zarco                            | 1000      | –                  |
| Cefor Mario Gálvez     | Club Marina                 | Venustiano Carranza, Ciudad de México | Deportivo Plutarco Elías Calles                      | 300       | –                  |
| Chilangos F.C.         | Chilangos F.C.              | Benito Juárez, Ciudad de México       | Deportivo Benito Juárez                              | 800       | –                  |
| C.D. Cuervos Blancos   | C.D. Cuervos Blancos        | Cuautitlán, Estado de México          | Los Pinos                                            | 5000      | –                  |
| Coyotes F.C.           | Escorpiones F.C.            | Coyoacán, Ciudad de México            | Parque Huayamilpas                                   | 500       | Escorpiones F.C.   |
| C.D.C. Domínguez Osos  | C.D.C. Domínguez Osos       | Gustavo A. Madero, Ciudad de México   | Deportivo Miguel Alemán                              | 500       | –                  |
| C.D. Halcones de Rayón | C.D. Halcones de Rayón      | Iztacalco, Ciudad de México           | Ciudad Deportiva Magdalena Mixhuca Campo 1, Puerta 7 | 500       | –                  |
| Lobos UTD Ehécatl      | Promodep Central            | Venustiano Carranza, Ciudad de México | Deportivo Plutarco Elías Calles                      | 300       | –                  |
| C.D. Muxes             | C.D. Muxes                  | Iztacalco, Ciudad de México           | Jesús Martínez "Palillo"                             | 6000      | –                  |
| Novillos Neza          | Novillos Neza               | Iztacalco, Ciudad de México           | Ciudad Deportiva Magdalena Mixhuca Campo 1, Puerta 7 | 500       | –                  |
| Oceanía F.C.           | Oceanía F.C.                | Venustiano Carranza, Ciudad de México | Deportivo Oceanía Cancha 3                           | N/D       | –                  |
| F.C. Politécnico       | F.C. Politécnico            | Iztacalco, Ciudad de México           | Deportivo Leandro Valle                              | 2000      | –                  |

#### Grupo V
16 equipos de la Ciudad de México y el Estado de México.
| Equipo                    | Nombre registrado        | Ciudad                                | Estadio                                              | Capacidad | Club de afiliación |
| ------------------------- | ------------------------ | ------------------------------------- | ---------------------------------------------------- | --------- | ------------------ |
| Academia América Leyendas | F.C. San José del Arenal | Iztapalapa, Ciudad de México          | Deportivo Leandro Valle                              | 2000      | –                  |
| Academia Mineros CDMX     | C.H. Fútbol Club         | Iztacalco, Ciudad de México           | Ciudad Deportiva Magdalena Mixhuca Campo 1, Puerta 7 | 500       | –                  |
| Cañoneros F.C. "B" (*)    | Cañoneros F.C. "B" (*)   | Milpa Alta, Ciudad de México          | Momoxco                                              | 3 500     | Cañoneros F.C.     |
| Club Carsaf               | Azucareros de Tezonapa   | Venustiano Carranza, Ciudad de México | Deportivo Lázaro Cárdenas                            | 1000      | –                  |
| Cefor Cuauhtémoc Blanco   | Cefor Cuauhtémoc Blanco  | Gustavo A. Madero, Ciudad de México   | Deportivo Los Galeana                                | 1000      | –                  |
| CDM F.C.                  | CDM F.C.                 | Venustiano Carranza, Ciudad de México | Deportivo Plutarco Elías Calles                      | 300       | –                  |
| Cordobés F.C.             | Cordobés F.C.            | Huixquilucan, Estado de México        | Alberto Pérez Navarro                                | 3000      | –                  |
| Deportivo Dongu "B" (*)   | Deportivo Dongu "B" (*)  | Cuautitlán, Estado de México          | Los Pinos                                            | 5000      | Deportivo Dongu    |
| Ecatepec F.C.             | Ecatepec F.C.            | Ecatepec, Estado de México            | Guadalupe Victoria                                   | 1000      | –                  |
| Guerreros DD              | Guerreros DD             | Xochimilco, Ciudad de México          | San Isidro La Noria                                  | 1200      | –                  |
| Héroes de Zaci            | Héroes de Zaci           | Xochimilco, Ciudad de México          | San Isidro La Noria                                  | 1200      | –                  |
| Independiente Mexiquense  | Independiente Mexiquense | Huehuetoca, Estado de México          | 12 de Mayo                                           | 1500      | –                  |
| Morelos Club              | Morelos Club             | Tequixquiac, Estado de México         | Adolfo López Mateos                                  | 1000      | –                  |
| C.D.C. Olimpo             | Colegio Once México      | Milpa Alta, Ciudad de México          | Momoxco                                              | 3500      | –                  |
| Sangre de Campeón         | Sangre de Campeón        | Tultepec, Estado de México            | Nou Camp 1                                           | 2000      | –                  |
| Unión F.C.                | Unión F.C.               | Melchor Ocampo, Estado de México      | Deportivo Melchor Ocampo                             | 1000      | –                  |

#### Grupo VI
16 equipos de Estado de México, Hidalgo y Michoacán.
| Equipo                          | Nombre registrado               | Ciudad                                  | Estadio                         | Capacidad | Club de afiliación    |
| ------------------------------- | ------------------------------- | --------------------------------------- | ------------------------------- | --------- | --------------------- |
| Águilas de Teotihuacán          | Águilas de Teotihuacán          | Teotihuacán, Estado de México           | Deportivo Braulio Romero        | 1000      | –                     |
| Alebrijes Teotihuacán (*)       | Alebrijes Teotihuacán (*)       | Teotihuacán, Estado de México           | Municipal de Teotihuacán        | 1200      | Alebrijes de Oaxaca   |
| Artesanos Metepec               | Artesanos Metepec               | Metepec, Estado de México               | La Hortaliza                    | 500       | –                     |
| Atlante Chalco (*)              | Atlante Chalco (*)              | Chalco, Estado de México                | Arreola                         | 3217      | Atlante F.C.          |
| Ciervos F.C. "B" (*)            | Ciervos F.C. "B" (*)            | Chalco, Estado de México                | Arreola                         | 3217      | Ciervos F.C.          |
| C.F. Estudiantes de Atlacomulco | C.F. Estudiantes de Atlacomulco | Atlacomulco, Estado de México           | Municipal de Atlacomulco        | 2000      | –                     |
| Eurosoccer F.C.                 | Deportivo Metepec               | San Mateo Atenco, Estado de México      | Municipal San Mateo Atenco      | 2 500     | –                     |
| FORMAFUTINTEGRAL                | FORMAFUTINTEGRAL                | Ixtapaluca, Estado de México            | La Era                          | 1200      | –                     |
| Leones Huixquilucan             | Leones Huixquilucan             | Huixquilucan, Estado de México          | Alberto Pérez Navarro           | 3000      | –                     |
| Orishas Tepeji F.C.             | Orishas Tepeji F.C.             | Tepeji del Río, Hidalgo                 | Deportivo Tepeji                | 500       | –                     |
| Panteras Neza                   | Castores Gobrantacto            | Ciudad Nezahualcóyotl, Estado de México | San Marcos                      | 1000      | –                     |
| Proyecto México Soccer          | Grupo Sherwood                  | Rayón, Estado de México                 | Unidad Deportiva Dionicio Cerón | 1000      | –                     |
| Real San Luis F.C.              | Originales Aguacateros          | Xonacatlán, Estado de México            | Gustavo A. Vicencio             | 1000      | –                     |
| Tenancingo F.C.                 | Fuerza Mazahua F.C.             | Tenancingo, Estado de México            | José Manuel "Grillo" Cruzalta   | 3000      | –                     |
| Deportivo Toluca "B" (*)        | Deportivo Toluca "B" (*)        | Metepec, Estado de México               | Instalaciones de Metepec        | 2000      | Deportivo Toluca F.C. |
| Deportivo Zitácuaro "B" (*)     | Deportivo Zitácuaro "B" (*)     | Zitácuaro, Michoacán                    | Ignacio López Rayón             | 10 000    | Deportivo Zitácuaro   |

#### Grupo VII
14 equipos de Ciudad de México, Guerrero y Morelos
| Equipo                   | Nombre registrado       | Ciudad                       | Estadio                                     | Capacidad | Club de afiliación |
| ------------------------ | ----------------------- | ---------------------------- | ------------------------------------------- | --------- | ------------------ |
| Academia Cuextlán        | Academia Cuextlán       | Xochimilco, Ciudad de México | Complejo Bravos CDMX                        | 500       | –                  |
| Águilas UAGro            | Águilas UAGro           | Acapulco, Guerrero           | Unidad Deportiva Acapulco                   | 13 000    | –                  |
| Arroceros Jojutla        | Académicos Jojutla      | Jojutla, Morelos             | Unidad Deportiva La Perseverancia           | 1000      | –                  |
| Atlético Real del Puente | Santiago Tulantepec     | Xochitepec, Morelos          | Ejido Real del Puente                       | 1000      | –                  |
| Caudillos Zapata         | Caudillos de Morelos    | Emiliano Zapata, Morelos     | Emiliano Zapata                             | 3000      | –                  |
| CILESI F.C.              | CILESI F.C.             | Xochimilco, Ciudad de México | San Isidro La Noria                         | 1200      | –                  |
| F.C. Juárez "B" (*)      | F.C. Juárez "B" (*)     | Xochimilco, Ciudad de México | Complejo Bravos CDMX                        | 500       | F.C. Juárez        |
| Iguala F.C.              | Iguala F.C.             | Iguala, Guerrero             | Unidad Deportiva Iguala                     | 2000      | –                  |
| F.C. Iguanas             | F.C. Iguanas            | Zihuatanejo, Guerrero        | Unidad Deportiva Zihuatanejo                | 1000      | –                  |
| C.D. Oaxtepec            | Pejelagartos de Tabasco | Oaxtepec, Morelos            | Olímpico Centro Vacacional IMSS             | 9000      | –                  |
| Selva Cañera             | Selva Cañera            | Tlaquiltenango, Morelos      | Unidad Deportiva Roberto "Monito" Rodríguez | 1000      | –                  |
| Tigres Yautepec          | Atlético Cuernavaca     | Yautepec, Morelos            | Centro Deportivo Yautepec                   | 3000      | –                  |
| Tlapa F.C.               | Tlapa F.C.              | Tlapa, Guerrero              | Cancha Los Rivera                           | 1000      | –                  |
| C.D. Yautepec            | C.D. Yautepec           | Yautepec, Morelos            | Centro Deportivo Yautepec                   | 3000      | –                  |

#### Grupo VIII
16 equipos de Estado de México e Hidalgo
| Equipo                  | Nombre registrado       | Ciudad                         | Estadio                            | Capacidad | Club de afiliación |
| ----------------------- | ----------------------- | ------------------------------ | ---------------------------------- | --------- | ------------------ |
| Atlético Pachuca        | Atlético Pachuca        | Pachuca, Hidalgo               | Revolución Mexicana                | 3500      | –                  |
| Atlético Toltecas       | C.F. Texcoco            | Tula, Hidalgo                  | Parque Infantil La Tortuga         | 1000      | –                  |
| Atlético Tulancingo     | Atlético Tulancingo     | Tulancingo, Hidalgo            | Primero de Mayo                    | 4000      | –                  |
| Bombarderos de Tecámac  | Bombarderos de Tecámac  | Tecamac, Estado de México      | Deportivo Sierra Hermosa           | 1000      | –                  |
| Cefor Chaco Giménez     | Cefor Chaco Giménez     | Tulancingo, Hidalgo            | Unidad Deportiva Javier Rojo Gómez | 2000      | –                  |
| Faraones de Texcoco     | Faraones de Texcoco     | Texcoco, Estado de México      | Claudio Suárez                     | 4000      | –                  |
| Guerreros de la Plata   | Guerreros de la Plata   | Mineral de la Reforma, Hidalgo | Horacio Baños                      | N/D       | -                  |
| Halcones Negros F.C.    | Halcones Negros F.C.    | Texcoco, Estado de México      | San Borja Soccer Field             | 500       | –                  |
| Halcones Zúñiga         | Halcones Zúñiga         | Texcoco, Estado de México      | Unidad Deportiva Silverio Pérez    | 1500      | –                  |
| Hidalguense             | Hidalguense             | Pachuca, Hidalgo               | Club Hidalguense                   | 600       | –                  |
| Pachuca "C" (*)         | Pachuca "C" (*)         | San Agustín Tlaxiaca, Hidalgo  | Universidad del Fútbol             | 1000      | C. F. Pachuca      |
| C.D. Matamoros          | C.D. Matamoros          | Papalotla, Estado de México    | IMCUFIDE Papalotla                 | 1000      | –                  |
| Sk Sport F.C.           | Sk Sport F.C.           | Tulancingo, Hidalgo            | Primero de Mayo                    | 4000      | –                  |
| C.D. Tulancingo "B" (*) | C.D. Tulancingo "B" (*) | Tulancingo, Hidalgo            | Primero de Mayo                    | 4000      | C.D. Tulancingo    |
| Tuzos Pachuca (*)       | Tuzos Pachuca (*)       | San Agustín Tlaxiaca, Hidalgo  | Universidad del Fútbol             | 1000      | C. F. Pachuca      |
| Unión Astros F.C.       | CDH                     | Chiautla, Estado de México     | Deportivo Bravos                   | N/D       | –                  |

#### Grupo IX
10 equipos de Hidalgo, Puebla, San Luis Potosí, Tamaulipas y Veracruz
| Equipo                   | Nombre registrado        | Ciudad                        | Estadio                                  | Capacidad | Club de afiliación |
| ------------------------ | ------------------------ | ----------------------------- | ---------------------------------------- | --------- | ------------------ |
| Atlético Huauchinango    | Atlético Boca del Río    | Huauchinango, Puebla          | Nido Águila                              | 1000      | –                  |
| Atlético Huejutla        | Atlético Huejutla        | Huejutla, Hidalgo             | Capitán Antonio Reyes Cabrera "El Tordo" | 1000      | –                  |
| Garzas Blancas F.C.      | Bucaneros de Matamoros   | Axtla, San Luis Potosí        | Municipal Garzas Blancas                 | 1500      | –                  |
| Orgullo Surtam           | Orgullo Surtam           | Tampico, Tamaulipas           | Tamaulipas                               | 19 667    | –                  |
| Papanes de Papantla      | Papanes de Papantla      | Papantla, Veracruz            | Tlahuanapan                              | 1000      | –                  |
| C.D. Poza Rica           | C.D. Poza Rica           | Poza Rica, Veracruz           | Heribero Jara Corona                     | 10 000    | –                  |
| Sultanes de Tamazunchale | Sultanes de Tamazunchale | Tamazunchale, San Luis Potosí | Deportivo Solidaridad                    | 1650      | –                  |
| Tantoyuca F.C.           | Tantoyuca F.C.           | Tantoyuca, Veracruz           | Campo ADA                                | 1000      | –                  |
| Tuxpan F.C.              | Tuxpan F.C.              | Túxpam, Veracruz              | Álvaro Lorenzo Fernández                 | 5000      | –                  |
| Venados de Misantla      | Venados de Misantla      | Misantla, Veracruz            | Unidad Deportiva El Zotoluco             | 1000      | –                  |

#### Grupo X
13 equipos de Guanajuato y Querétaro
| Equipo                         | Nombre registrado             | Ciudad                            | Estadio                            | Capacidad | Club de afiliación      |
| ------------------------------ | ----------------------------- | --------------------------------- | ---------------------------------- | --------- | ----------------------- |
| Celaya F.C. TDP (*)            | Celaya F.C. TDP (*)           | Comonfort, Guanajuato             | Circuito Deportivo Brígido Vargas  | 4000      | Celaya F.C.             |
| Correcaminos Tequisquiapan (*) | Cañada CTM F.C.               | Tequisquiapan, Querétaro          | Unidad Deportiva Emiliano Zapata   | 2000      | Correcaminos UAT        |
| Estudiantes de Querétaro       | Estudiantes de Querétaro      | Querétaro, Querétaro              | Casa de la Juventud INDEREQ        | 1000      | –                       |
| F.C. Fundadores El Marqués     | F.C. Fundadores El Marqués    | El Marqués, Querétaro             | Unidad Deportiva La Cañada         | 2000      | –                       |
| Inter de Querétaro "B" (*)     | Inter de Querétaro "B" (*)    | Querétaro, Querétaro              | Parque Bicentenario                | 1000      | Inter de Querétaro F.C. |
| Inter San Pablo (*)            | Querétaro 3D                  | Querétaro, Querétaro              | Parque Bicentenario                | 1000      | Inter de Querétaro F.C. |
| La Piedad Querétaro            | La Piedad Querétaro           | Querétaro, Querétaro              | El Infiernillo                     | N/D       | –                       |
| Linces Celaya                  | Linces Celaya                 | Celaya, Guanajuato                | Instituto Tecnológico de Celaya    | 1000      | –                       |
| Lobos ITECA                    | Lobos ITECA                   | San Luis de la Paz, Guanajuato    | El Internado                       | 1500      | –                       |
| Mineros Querétaro (*)          | Mineros Querétaro (*)         | Colón, Querétaro                  | Universidad CEICKOR                | 500       | Mineros de Zacatecas    |
| C.D. San Juan del Río          | C.D. San Juan del Río         | San Juan del Río, Querétaro       | Unidad Deportiva Norte             | 1000      | –                       |
| San Miguel F.C. International  | San Miguel F.C. International | San Miguel de Allende, Guanajuato | Capi Correa                        | 4000      | –                       |
| Titanes de Querétaro           | Titanes de Querétaro          | San José Iturbide, Guanajuato     | Unidad Deportiva San José Iturbide | 1000      | –                       |

#### Grupo XI
9 equipos de Guanajuato y Michoacán.
| Equipo                  | Nombre registrado       | Ciudad                | Estadio                         | Capacidad | Club de afiliación |
| ----------------------- | ----------------------- | --------------------- | ------------------------------- | --------- | ------------------ |
| Aguacateros de Peribán  | Aguacateros de Peribán  | Peribán, Michoacán    | Municipal de Peribán            | 3000      | –                  |
| Atlético Chavinda       | Atlético Chavinda       | Chavinda, Michoacán   | Club Campestre Chavinda         | 500       | –                  |
| Atlético Valladolid     | Atlético Valladolid     | Morelia, Michoacán    | Complejo Deportivo Bicentenario | 1000      | –                  |
| Delfines de Abasolo     | Delfines de Abasolo     | Abasolo, Guanajuato   | Municipal Abasolo               | 2500      | –                  |
| Furia Azul F.C.         | Furia Azul F.C.         | Pátzcuaro, Michoacán  | Furia Azul                      | 3000      | –                  |
| H2O Purépechas F.C. (*) | H2O Purépechas F.C. (*) | Morelia, Michoacán    | Venustiano Carranza             | 17 600    | Atlético Morelia   |
| Huetamo F.C. (*)        | Degollado F.C.          | Huetamo, Michoacán    | Unidad Deportiva Simón Bolívar  | 1000      | C. F. La Piedad    |
| Michoacán F.C.          | Michoacán F.C.          | Pátzcuaro, Michoacán  | Deportivo Adagol                | 500       | –                  |
| C.F. Salamanca          | Jaral del Progreso FC   | Salamanca, Guanajuato | El Molinito                     | 2500      | –                  |

#### Grupo XII
12 equipos de Aguascalientes, Guanajuato, Jalisco, San Luis Potosí y  Zacatecas.
| Equipo                       | Nombre registrado            | Ciudad                           | Estadio                                     | Capacidad | Club de afiliación   |
| ---------------------------- | ---------------------------- | -------------------------------- | ------------------------------------------- | --------- | -------------------- |
| Atlético Leonés              | Atlético Leonés              | León, Guanajuato                 | Unidad Deportiva Enrique Fernández Martínez | 2000      | –                    |
| Atlético ECCA                | Atlético ECCA                | Silao, Guanajuato                | Polideportivo Los Eucaliptos                | 1000      | –                    |
| Cachorros de León            | Fut-Car                      | León, Guanajuato                 | Instituto Oviedo Campus Náutico             | 500       | –                    |
| Calor León                   | Calor León                   | León, Guanajuato                 | CODE Las Joyas                              | 1000      | Club Calor           |
| Empresarios del Rincón       | Real Olmeca Sport            | Purísima del Rincón, Guanajuato  | Unidad Deportiva Purísima                   | 1000      | –                    |
| León GEN (*)                 | León GEN (*)                 | Lagos de Moreno, Jalisco         | Centro Deportivo GEN                        | 2000      | Club León            |
| Mineros de Zacatecas TDP (*) | Mineros de Zacatecas TDP (*) | Guadalupe, Zacatecas             | Unidad Deportiva Guadalupe                  | 500       | Mineros de Zacatecas |
| Necaxa "B" (*)               | Necaxa "B" (*)               | Aguascalientes, Aguascalientes   | Victoria                                    | 23 000    | C. Necaxa            |
| Pabellón F.C.                | Pabellón F.C.                | Aguascalientes, Aguascalientes   | Ferrocarrilero                              | 2000      | –                    |
| Suré F.C.                    | Suré F.C.                    | León, Guanajuato                 | CODE Las Joyas                              | 1000      | –                    |
| UAZ "B" (*)                  | UAZ "B" (*)                  | Zacatecas, Zacatecas             | Universitario Unidad Deportiva Norte        | 5000      | UAZ                  |
| Zorros F.C. San Luis         | FC Zacatecas                 | San Luis Potosí, San Luis Potosí | Unidad Deportiva Adolfo López Mateos        | 1000      | –                    |

#### Grupo XIII
12 equipos de Jalisco
| Equipo                  | Nombre registrado       | Ciudad                         | Estadio                              | Capacidad | Club de afiliación |
| ----------------------- | ----------------------- | ------------------------------ | ------------------------------------ | --------- | ------------------ |
| Acatlán F.C.            | Acatlán F.C.            | Zapotlanejo, Jalisco           | Miguel Hidalgo                       | 1500      | –                  |
| Agaveros F.C.           | Agaveros F.C.           | Tlajomulco de Zúñiga, Jalisco  | Campos Elite                         | N/D       | –                  |
| Alteños Acatic (*)      | Alteños Acatic (*)      | Acatic, Jalisco                | Unidad Deportiva Acatic              | N/D       | Tepatitlán F.C.    |
| Aves Blancas            | Aves Blancas            | Tepatitlán de Morelos, Jalisco | Corredor Industrial                  | 1200      | –                  |
| C.D. Ayense             | C.D. Ayense             | Ayotlán, Jalisco               | Chino Rivas                          | 4000      | –                  |
| Gorilas de Juanacatlán  | Gorilas de Juanacatlán  | Juanacatlán, Jalisco           | Club Juanacatlán                     | 800       | –                  |
| Mulos del C.D. Oro      | Mulos del C.D. Oro      | Tonalá, Jalisco                | Unidad Deportiva Revolución Mexicana | 3000      | –                  |
| Nacional                | Nacional                | Zapopan, Jalisco               | Club Deportivo Imperio               | 1500      | –                  |
| U.D. Salamanca          | U.D. Salamanca          | Yahualica, Jalisco             | Las Ánimas                           | 12 000    | Salamanca CF UDS   |
| Tapatíos Soccer         | Tapatíos Soccer         | Zapopan, Jalisco               | Club Deportivo Aviña                 | 1000      | –                  |
| Tepatitlán F.C. "B" (*) | Tepatitlán F.C. "B" (*) | Tepatitlán de Morelos, Jalisco | Tepa Gómez                           | 10 000    | Tepatitlán F.C.    |
| Tornados Tlaquepaque    | Atlético Cocula         | Tlaquepaque, Jalisco           | Complejo Deportivo Maracaná          | 500       | –                  |

#### Grupo XIV
12 equipos de Colima y Jalisco
| Equipo                          | Nombre registrado               | Ciudad               | Estadio                     | Capacidad | Club de afiliación      |
| ------------------------------- | ------------------------------- | -------------------- | --------------------------- | --------- | ----------------------- |
| AFAR Manzanillo                 | AFAR Manzanillo                 | Manzanillo, Colima   | Abelardo L. Rodríguez       | 1000      | –                       |
| Caja Oblatos CFD                | Caja Oblatos CFD                | Guadalajara, Jalisco | Unidad Deportiva Cuauhtémoc | 1000      | –                       |
| Catedráticos Elite F.C. "B" (*) | Catedráticos Elite F.C. "B" (*) | Etzatlán, Jalisco    | Unidad Deportiva Etzatlán   | 1000      | Catedráticos Elite F.C. |
| Charales de Chapala             | Charales de Chapala             | Chapala, Jalisco     | Municipal Juan Rayo         | 1200      | –                       |
| Deportivo Cimagol               | Deportivo Cimagol               | Tlaquepaque, Jalisco | Club Deportivo del Valle    | 1000      | –                       |
| Diablos Tesistán                | Diablos Tesistán                | Zapopan, Jalisco     | Club Diablos Tesistán       | N/D       | –                       |
| Gallos Viejos                   | Gallos Viejos                   | Zapopan, Jalisco     | Club Pumas Tesistán         | N/D       | –                       |
| Halcones de Zapopan "B" (*)     | Halcones de Zapopan "B" (*)     | Zapopan, Jalisco     | Colegio Once México         | 1500      | Halcones de Zapopan     |
| Leones Negros "C" (*)           | Leones Negros "C" (*)           | Zapopan, Jalisco     | Club Deportivo U. de G.     | 3000      | Leones Negros UdeG      |
| Pro Training Camp F.C.          | Pro Training Camp F.C.          | Ocotlán, Jalisco     | Municipal Ocotlán           | 1500      | –                       |
| Real Ánimas de Sayula           | Real Ánimas de Sayula           | Sayula, Jalisco      | Gustavo Díaz Ordaz          | 4000      | –                       |
| Tecos "B" (*)                   | Tecos "B" (*)                   | Zapopan, Jalisco     | Tres de Marzo               | 18 750    | Tecos F.C.              |

#### Grupo XV
12 equipos de Jalisco, Nayarit y Sinaloa.
| Equipo                | Nombre registrado     | Ciudad                                 | Estadio                               | Capacidad | Club de afiliación |
| --------------------- | --------------------- | -------------------------------------- | ------------------------------------- | --------- | ------------------ |
| Alfareros de Tonalá   | Alfareros de Tonalá   | Tonalá, Jalisco                        | Unidad Deportiva Revolución Mexicana  | 3000      | –                  |
| Atlético Acaponeta    | Atlético Acaponeta    | Acaponeta, Nayarit                     | Unidad Deportiva Acaponeta            | 1000      | –                  |
| Atlético Nayarit      | Atlético Nayarit      | Xalisco, Nayarit                       | Unidad Deportiva AFEN "Los Dos Toños" | 2000      | –                  |
| Coras F.C. "B" (*)    | Coras F.C. "B" (*)    | Tepic, Nayarit                         | Olímpico de la UAN                    | 3000      | Coras F.C.         |
| Deportivo Tala        | Volcanes de Colima    | Tala, Jalisco                          | Carlos Rodríguez Álvarez              | 2000      | –                  |
| Dorados "B" (*)       | Dorados "B" (*)       | Culiacán, Sinaloa                      | Dorados                               | 23 000    | Dorados de Sinaloa |
| Fénix CFAR            | Fénix CFAR            | San Isidro Mazatepec, Jalisco          | La Fortaleza                          | 1000      | –                  |
| C.D. FuraMochis       | C.D. FuraMochis       | Los Mochis, Sinaloa                    | Club FuraMochis                       | 1000      | –                  |
| Legado del Centenario | Legado del Centenario | Ixtlahuacán de los Membrillos, Jalisco | Unidad Deportiva Juan Aviña López     | 1000      | -                  |
| Puerto Vallarta F.C.  | Puerto Vallarta F.C.  | Puerto Vallarta, Jalisco               | Municipal Agustín Flores Contreras    | 3000      | –                  |
| Tigres de Álica F.C.  | Tigres de Álica F.C.  | Xalisco, Nayarit                       | Unidad Deportiva AFEN "Los Dos Toños" | 2000      | –                  |
| Xalisco F.C.          | Xalisco F.C.          | Xalisco, Nayarit                       | Unidad Deportiva Landareñas           | 1500      | –                  |

#### Grupo XVI
14 equipos de Coahuila, Nuevo León y Tamaulipas
| Equipo                   | Nombre registrado        | Ciudad                             | Estadio                                           | Capacidad | Club de afiliación     |
| ------------------------ | ------------------------ | ---------------------------------- | ------------------------------------------------- | --------- | ---------------------- |
| C.F. Cadereyta           | C.F. Cadereyta           | Cadereyta, Nuevo León              | Clemente Salinas Netro                            | 1000      | –                      |
| Correcaminos UAT "C" (*) | Correcaminos UAT "C" (*) | Ciudad Victoria, Tamaulipas        | Profesor Eugenio Alvizo Porras                    | 5000      | Correcaminos UAT       |
| Gallos Nuevo León        | Gallos Nuevo León        | Salinas Victoria, Nuevo León       | Unidad Deportiva Salinas Victoria                 | 1000      | Querétaro F. C.        |
| Gavilanes "B" (*)        | Hogar H. Matamoros       | Matamoros, Tamaulipas              | El Hogar                                          | 22 000    | Gavilanes de Matamoros |
| Guerreros Reynosa F.C.   | Guerreros Reynosa F.C.   | Reynosa, Tamaulipas                | Unidad Deportiva Solidaridad                      | 20 000    | –                      |
| Halcones Saltillo        | San Isidro Laguna        | Saltillo, Coahuila                 | Olímpico Francisco I. Madero                      | 7000      | –                      |
| Irritilas F.C.           | Irritilas F.C.           | San Pedro, Coahuila                | Quinta Ximena                                     | N/D       | –                      |
| Mineros Reynosa          | Deportivo Soria          | Reynosa, Tamaulipas                | Unidad Deportiva Solidaridad                      | 20 000    | Mineros de Zacatecas   |
| Real San Cosme           | Real San Cosme           | Escobedo, Nuevo León               | Unidad Deportiva Lázaro Cárdenas                  | 1000      | –                      |
| Saltillo Soccer          | Saltillo Soccer          | Saltillo, Coahuila                 | Olímpico Francisco I. Madero                      | 7000      | –                      |
| San Nicolás F.C.         | San Nicolás F.C.         | Apodaca, Nuevo León                | Unidad Deportiva Centenario del Ejército Mexicano | 1000      | –                      |
| San Pedro 7-10 F.C.      | San Pedro 7-10 F.C.      | San Pedro Garza García, Nuevo León | Sporti Valle Poniente                             | 500       | –                      |
| F.C. Santiago            | F.C. Santiago            | Santiago, Nuevo León               | El Barrial                                        | 500       | –                      |
| Tigres SD (*)            | Tigres SD (*)            | General Zuazua, Nuevo León         | Instalaciones de Zuazua                           | 800       | C. Tigres UANL         |

#### Grupo XVII
11 equipos de Baja California, Chihuahua y Sonora
| Equipo                       | Nombre registrado            | Ciudad                    | Estadio                            | Capacidad | Club de afiliación   |
| ---------------------------- | ---------------------------- | ------------------------- | ---------------------------------- | --------- | -------------------- |
| Búhos UNISON                 | Búhos UNISON                 | Hermosillo, Sonora        | Miguel Castro Servín               | 7000      | –                    |
| Cachanillas F.C.             | Cachanillas F.C.             | Mexicali, Baja California | Eduardo "Boticas" Pérez            | 2000      | –                    |
| F.C. CEPROFFA                | F.C. CEPROFFA                | Ciudad Juárez, Chihuahua  | CEPROFFA                           | 1000      | –                    |
| Chihuahua F.C. "B" (*)       | Chihuahua F.C. "B" (*)       | Chihuahua, Chihuahua      | Olímpico UACH                      | 22 000    | Chihuahua F.C.       |
| Cimarrones de Sonora "C" (*) | Cimarrones de Sonora "C" (*) | Hermosillo, Sonora        | Unidad Deportiva La Milla          | 1000      | Cimarrones de Sonora |
| Cobras Fut Premier           | Cobras Fut Premier           | Ciudad Juárez, Chihuahua  | Complejo Temop Axis                | 500       | –                    |
| Deportivo Etchojoa           | Deportivo Etchojoa           | Etchojoa, Sonora          | Trigueros                          | 1500      | –                    |
| Guaymas F.C.                 | Guaymas F.C.                 | Heroica Guaymas, Sonora   | Unidad Deportiva Julio Alfonso     | 3000      | –                    |
| La Tribu de Ciudad Juárez    | La Tribu de Ciudad Juárez    | Ciudad Juárez, Chihuahua  | Complejo La Tribu                  | 1000      | –                    |
| Obson Dynamo F.C.            | Obson Dynamo F.C.            | Ciudad Obregón, Sonora    | Hundido ITSON                      | 3000      | –                    |
| Xolos de Hermosillo (*)      | Xolos de Hermosillo (*)      | Hermosillo, Sonora        | Cancha Aarón Gamal Aguirre Fimbres | 1000      | C. Tijuana           |

#### Grupo XVIII
5 equipos de Baja California. 
| Equipo              | Ciudad                    | Estadio                           | Capacidad |
| ------------------- | ------------------------- | --------------------------------- | --------- |
| 40 Grados MXL       | Mexicali, Baja California | Unidad Deportiva Baja California  | 1000      |
| Gladiadores Tijuana | Tijuana, Baja California  | Unidad Deportiva CREA             | 10 000    |
| London F.C.         | Tijuana, Baja California  | Unidad Deportiva CREA             | 10 000    |
| Rosarito F.C.       | Rosarito, Baja California | Andrés Luna                       | 2000      |
| Tecate F.C.         | Tecate, Baja California   | Unidad Deportiva Eufrasio Santana | 2000      |

## Tablas Generales
Fecha de actualización: 16 de abril de 2023

### Grupo I
| Pos. | Equipos                 | PJ | PG | PE | PP | GF | GC | Dif. | Pts. | Pe | Por  |
| ---- | ----------------------- | -- | -- | -- | -- | -- | -- | ---- | ---- | -- | ---- |
| 1.   | Deportiva Venados "B"   | 24 | 16 | 6  | 2  | 51 | 13 | 38   | 57   | 3  | 2.38 |
| 2.   | Inter Playa "B"         | 24 | 14 | 7  | 3  | 50 | 20 | 30   | 52   | 3  | 2.17 |
| 3.   | Pioneros Junior         | 24 | 13 | 7  | 4  | 43 | 23 | 20   | 51   | 5  | 2.13 |
| 4.   | Progreso F.C.           | 24 | 12 | 8  | 4  | 41 | 20 | 21   | 50   | 6  | 2.08 |
| 5.   | Mons Calpe Yucatán      | 24 | 9  | 12 | 3  | 32 | 18 | 14   | 47   | 8  | 1.96 |
| 6.   | Campeche F.C.           | 24 | 11 | 7  | 6  | 46 | 30 | 16   | 43   | 3  | 1.79 |
| 7.   | Pampaneros de Champotón | 24 | 8  | 7  | 9  | 31 | 32 | -1   | 33   | 2  | 1.38 |
| 8.   | Felinos 48              | 24 | 7  | 8  | 9  | 31 | 30 | 1    | 32   | 3  | 1.33 |
| 9.   | Deportivo Chetumal      | 24 | 7  | 7  | 10 | 31 | 36 | -5   | 29   | 1  | 1.21 |
| 10.  | Corsarios de Campeche   | 24 | 6  | 6  | 12 | 24 | 36 | -12  | 25   | 1  | 1.04 |
| 11.  | Cantera Venados         | 24 | 3  | 7  | 14 | 29 | 50 | -21  | 22   | 6  | 0.92 |
| 12.  | Saraguatos de Palenque  | 24 | 4  | 3  | 17 | 26 | 65 | -39  | 17   | 2  | 0.71 |
| 13.  | Mayas F.C.              | 24 | 3  | 1  | 20 | 11 | 72 | -61  | 10   | 0  | 0.42 |

Nota: La cantidad de equipos clasificados a la fase final puede variar dependiendo del número de equipos por grupo. Los equipos pueden no clasificar por incumplimiento a reglamento o falta de pagos.
|  | Clasificado para la Fase Final Etapa 1 como líder de grupo.        |
|  | Clasificado para la Fase Final Etapa 1.                            |
|  | Clasificado para la Liguilla de Filiales o sin derecho al ascenso. |
|  | Último de Grupo.                                                   |

### Grupo II
| Pos. | Equipos                 | PJ | PG | PE | PP | GF | GC | Dif. | Pts. | Pe | Por  |
| ---- | ----------------------- | -- | -- | -- | -- | -- | -- | ---- | ---- | -- | ---- |
| 1.   | Búhos de Oaxaca         | 20 | 12 | 5  | 3  | 33 | 20 | 13   | 45   | 4  | 2.25 |
| 2.   | Dragones de Oaxaca      | 20 | 12 | 5  | 3  | 51 | 20 | 31   | 44   | 3  | 2.20 |
| 3.   | Cruz Azul Lagunas       | 20 | 9  | 7  | 4  | 28 | 19 | 9    | 40   | 6  | 2.00 |
| 4.   | Deportivo Profutsoccer  | 20 | 10 | 8  | 4  | 25 | 18 | 7    | 36   | 4  | 1.80 |
| 5.   | Universidad del Sureste | 20 | 9  | 5  | 6  | 38 | 24 | 14   | 35   | 3  | 1.75 |
| 6.   | Lechuzas UPGCH          | 20 | 10 | 4  | 6  | 43 | 24 | 19   | 34   | 0  | 1.70 |
| 7.   | F.C. Garra Fraylesca    | 20 | 5  | 9  | 6  | 26 | 28 | -2   | 28   | 4  | 1.40 |
| 8.   | Atlético Ixtepec        | 20 | 5  | 6  | 9  | 29 | 38 | -9   | 24   | 3  | 1.20 |
| 9.   | Cefor Chiapas           | 20 | 6  | 3  | 11 | 26 | 40 | -14  | 22   | 1  | 1.10 |
| 10.  | Antequera F.C.          | 20 | 3  | 2  | 15 | 16 | 42 | -26  | 12   | 1  | 0.60 |
| 11.  | Milenarios de Oaxaca    | 20 | 2  | 4  | 14 | 15 | 57 | -42  | 10   | 0  | 0.50 |

Nota: La cantidad de equipos clasificados a la fase final puede variar dependiendo del número de equipos por grupo. Los equipos pueden no clasificar por incumplimiento a reglamento o falta de pagos.
|  | Clasificado para la Fase Final Etapa 1 como líder de grupo.        |
|  | Clasificado para la Fase Final Etapa 1.                            |
|  | Clasificado para la Liguilla de Filiales o sin derecho al ascenso. |
|  | Último de Grupo.                                                   |

### Grupo III
| Pos. | Equipos                         | PJ | PG | PE | PP | GF | GC | Dif. | Pts. | Pe | Por  |
| ---- | ------------------------------- | -- | -- | -- | -- | -- | -- | ---- | ---- | -- | ---- |
| 1.   | Delfines UGM                    | 24 | 16 | 5  | 3  | 60 | 19 | 41   | 57   | 4  | 2.38 |
| 2.   | Caballeros de Córdoba           | 24 | 17 | 4  | 3  | 51 | 18 | 33   | 57   | 2  | 2.38 |
| 3.   | Universidad del Golfo de México | 24 | 12 | 6  | 6  | 46 | 25 | 21   | 46   | 3  | 1.92 |
| 4.   | Club Licántropos                | 24 | 10 | 10 | 4  | 55 | 31 | 24   | 44   | 4  | 1.83 |
| 5.   | Diablos Blancos F.C.            | 24 | 10 | 8  | 6  | 44 | 27 | 17   | 42   | 4  | 1.75 |
| 6.   | Córdoba F.C.                    | 24 | 12 | 4  | 8  | 42 | 27 | 15   | 42   | 2  | 1.75 |
| 7.   | Tehuacán de la Franja           | 24 | 11 | 6  | 7  | 48 | 33 | 15   | 41   | 2  | 1.71 |
| 8.   | Atlante Xalapa                  | 24 | 9  | 6  | 9  | 29 | 28 | 1    | 38   | 5  | 1.58 |
| 9.   | Conejos de Tuxtepec             | 24 | 9  | 4  | 11 | 34 | 41 | -7   | 31   | 0  | 1.29 |
| 10.  | F.C. Los Ángeles                | 24 | 6  | 7  | 11 | 27 | 33 | -6   | 28   | 3  | 1.17 |
| 11.  | Reales de Puebla                | 24 | 4  | 6  | 14 | 15 | 50 | -35  | 21   | 3  | 0.88 |
| 12.  | Lobos Puebla                    | 24 | 3  | 5  | 16 | 22 | 61 | -39  | 16   | 2  | 0.67 |
| 13.  | Guerreros de Puebla             | 24 | 0  | 3  | 21 | 15 | 94 | -78  | 5    | 2  | 0.21 |

Nota: La cantidad de equipos clasificados a la fase final puede variar dependiendo del número de equipos por grupo. Los equipos pueden no clasificar por incumplimiento a reglamento o falta de pagos.
|  | Clasificado para la Fase Final Etapa 1 como líder de grupo.        |
|  | Clasificado para la Fase Final Etapa 1.                            |
|  | Clasificado para la Liguilla de Filiales o sin derecho al ascenso. |
|  | Último de Grupo.                                                   |

### Grupo IV
| Pos. | Equipos               | PJ | PG | PE | PP | GF | GC | Dif. | Pts. | Pe | Por  |
| ---- | --------------------- | -- | -- | -- | -- | -- | -- | ---- | ---- | -- | ---- |
| 1.   | Atlético Aragón       | 30 | 26 | 2  | 2  | 91 | 11 | 80   | 81   | 1  | 2.70 |
| 2.   | C.D. Muxes            | 30 | 26 | 2  | 2  | 87 | 14 | 73   | 80   | 0  | 2.67 |
| 3.   | Chilangos F.C.        | 30 | 20 | 7  | 3  | 76 | 31 | 45   | 71   | 4  | 2.37 |
| 4.   | Atlético Mexicano     | 30 | 18 | 4  | 8  | 65 | 29 | 36   | 61   | 3  | 2.03 |
| 5.   | C.D. Cuervos Blancos  | 30 | 19 | 2  | 9  | 69 | 41 | 28   | 59   | 0  | 1.97 |
| 6.   | Oceanía F.C.          | 30 | 14 | 7  | 9  | 38 | 32 | 6    | 53   | 4  | 1.77 |
| 7.   | Álamos F.C.           | 30 | 13 | 8  | 9  | 53 | 36 | 17   | 48   | 1  | 1.60 |
| 8.   | F.C. Politécnico      | 30 | 12 | 5  | 13 | 42 | 42 | 0    | 45   | 4  | 1.50 |
| 9.   | América Coyoacán      | 30 | 11 | 5  | 14 | 37 | 42 | -5   | 42   | 4  | 1.40 |
| 10.  | C.D.C. Domínguez Osos | 30 | 11 | 5  | 14 | 40 | 47 | -7   | 41   | 3  | 1.37 |
| 11.  | Halcones de Rayón     | 30 | 9  | 6  | 15 | 31 | 47 | -16  | 35   | 2  | 1.17 |
| 12.  | Aztecas AMF Soccer    | 30 | 7  | 4  | 19 | 28 | 66 | -38  | 27   | 2  | 0.90 |
| 13.  | Novillos Neza         | 30 | 5  | 7  | 18 | 29 | 74 | -46  | 25   | 3  | 0.83 |
| 14.  | Cefor Mario Gálvez    | 30 | 5  | 4  | 21 | 24 | 69 | -45  | 21   | 1  | 0.70 |
| 15.  | Coyotes F.C.          | 30 | 3  | 6  | 21 | 20 | 76 | -56  | 17   | 2  | 0.57 |
| 16.  | Lobos UTD Ehécatl     | 30 | 2  | 4  | 24 | 15 | 89 | -74  | 13   | 3  | 0.43 |

Nota: La cantidad de equipos clasificados a la fase final puede variar dependiendo del número de equipos por grupo. Los equipos pueden no clasificar por incumplimiento a reglamento o falta de pagos.
|  | Clasificado para la Fase Final Etapa 1 como líder de grupo.        |
|  | Clasificado para la Fase Final Etapa 1.                            |
|  | Clasificado para la Liguilla de Filiales o sin derecho al ascenso. |
|  | Último de Grupo.                                                   |

### Grupo V
| Pos. | Equipos                   | PJ | PG | PE | PP | GF  | GC  | Dif. | Pts. | Pe | Por  |
| ---- | ------------------------- | -- | -- | -- | -- | --- | --- | ---- | ---- | -- | ---- |
| 1.   | CDM F.C.                  | 30 | 28 | 1  | 1  | 150 | 19  | 131  | 86   | 1  | 2.87 |
| 2.   | Academia Mineros CDMX     | 30 | 18 | 7  | 5  | 69  | 38  | 31   | 65   | 4  | 2.17 |
| 3.   | Héroes de Zaci            | 30 | 17 | 7  | 6  | 69  | 36  | 33   | 61   | 3  | 2.03 |
| 4.   | Guerreros DD              | 30 | 15 | 9  | 6  | 54  | 23  | 31   | 61   | 7  | 2.03 |
| 5.   | Cordobés F.C.             | 30 | 18 | 4  | 8  | 56  | 43  | 13   | 60   | 2  | 2.00 |
| 6.   | Unión F.C.                | 30 | 18 | 3  | 9  | 68  | 36  | 32   | 59   | 2  | 1.97 |
| 7.   | Deportivo Dongu "B"       | 30 | 18 | 3  | 9  | 56  | 40  | 16   | 57   | 0  | 1.90 |
| 8.   | Independiente Mexiquense  | 30 | 13 | 4  | 13 | 60  | 65  | -5   | 46   | 3  | 1.53 |
| 9.   | Academia América Leyendas | 30 | 10 | 5  | 15 | 42  | 52  | -10  | 37   | 2  | 1.23 |
| 10.  | Sangre de Campeón         | 30 | 7  | 9  | 14 | 39  | 52  | -13  | 36   | 5  | 1.20 |
| 11.  | Club Carsaf               | 30 | 9  | 5  | 16 | 48  | 59  | -11  | 34   | 2  | 1.13 |
| 12.  | Cañoneros F.C. "B"        | 30 | 9  | 5  | 16 | 40  | 56  | -16  | 34   | 2  | 1.13 |
| 13.  | Ecatepec F.C.             | 30 | 10 | 3  | 17 | 40  | 62  | -22  | 33   | 0  | 1.10 |
| 14.  | Cefor Cuauhtémoc Blanco   | 30 | 8  | 2  | 20 | 32  | 66  | -34  | 26   | 0  | 0.87 |
| 15.  | C.D.C. Olimpo             | 30 | 6  | 1  | 23 | 28  | 67  | -39  | 19   | 0  | 0.63 |
| 16.  | Morelos Club              | 30 | 2  | 0  | 28 | 18  | 155 | -137 | 6    | 0  | 0.20 |

Nota: La cantidad de equipos clasificados a la fase final puede variar dependiendo del número de equipos por grupo. Los equipos pueden no clasificar por incumplimiento a reglamento o falta de pagos.
|  | Clasificado para la Fase Final Etapa 1 como líder de grupo.        |
|  | Clasificado para la Fase Final Etapa 1.                            |
|  | Clasificado para la Liguilla de Filiales o sin derecho al ascenso. |
|  | Último de Grupo.                                                   |

### Grupo VI
| Pos. | Equipos                         | PJ | PG | PE | PP | GF | GC | Dif. | Pts. | Pe | Por  |
| ---- | ------------------------------- | -- | -- | -- | -- | -- | -- | ---- | ---- | -- | ---- |
| 1.   | Artesanos Metepec F.C.          | 30 | 26 | 3  | 1  | 98 | 17 | 81   | 83   | 2  | 2.77 |
| 2.   | Deportivo Toluca "B"            | 30 | 24 | 3  | 3  | 93 | 23 | 70   | 76   | 1  | 2.53 |
| 3.   | C.F. Estudiantes de Atlacomulco | 30 | 19 | 6  | 5  | 51 | 19 | 32   | 67   | 4  | 2.23 |
| 4.   | Tenancingo F.C.                 | 30 | 15 | 8  | 7  | 45 | 28 | 17   | 56   | 3  | 1.87 |
| 5.   | Alebrijes Teotihuacán           | 30 | 13 | 9  | 8  | 47 | 30 | 17   | 52   | 4  | 1.73 |
| 6.   | Real San Luis                   | 30 | 11 | 13 | 6  | 38 | 30 | 8    | 51   | 5  | 1.70 |
| 7.   | Orishas Tepeji F.C.             | 30 | 12 | 6  | 12 | 51 | 48 | 3    | 46   | 4  | 1.53 |
| 8.   | Deportivo Zitácuaro "B"         | 30 | 13 | 4  | 13 | 50 | 45 | 5    | 45   | 2  | 1.50 |
| 9.   | Leones Huixquilucan F.C.        | 30 | 11 | 4  | 15 | 42 | 53 | -11  | 40   | 3  | 1.33 |
| 10.  | Proyecto México Soccer          | 30 | 10 | 6  | 14 | 34 | 48 | -14  | 39   | 3  | 1.30 |
| 11.  | Atlante Chalco                  | 30 | 8  | 6  | 16 | 44 | 56 | -12  | 33   | 3  | 1.10 |
| 12.  | FORMAFUTINTEGRAL                | 30 | 9  | 3  | 18 | 31 | 57 | -26  | 33   | 3  | 1.10 |
| 13.  | Ciervos F.C. "B"                | 30 | 8  | 5  | 17 | 29 | 53 | -24  | 30   | 1  | 1.00 |
| 14.  | Panteras Neza                   | 30 | 7  | 6  | 17 | 27 | 69 | -42  | 30   | 3  | 1.00 |
| 15.  | Eurosoccer F.C.                 | 30 | 5  | 4  | 21 | 24 | 76 | -52  | 23   | 4  | 0.77 |
| 16.  | Águilas de Teotihuacán          | 30 | 4  | 4  | 22 | 29 | 84 | -55  | 16   | 0  | 0.53 |

Nota: La cantidad de equipos clasificados a la fase final puede variar dependiendo del número de equipos por grupo. Los equipos pueden no clasificar por incumplimiento a reglamento o falta de pagos.
|  | Clasificado para la Fase Final Etapa 1 como líder de grupo.        |
|  | Clasificado para la Fase Final Etapa 1.                            |
|  | Clasificado para la Liguilla de Filiales o sin derecho al ascenso. |
|  | Último de Grupo.                                                   |

### Grupo VII
| Pos. | Equipos                  | PJ | PG | PE | PP | GF | GC  | Dif. | Pts. | Pe | Por  |
| ---- | ------------------------ | -- | -- | -- | -- | -- | --- | ---- | ---- | -- | ---- |
| 1.   | Tigres Yautepec          | 26 | 19 | 5  | 2  | 76 | 25  | 51   | 65   | 3  | 2.50 |
| 2.   | Águilas UAGro            | 26 | 19 | 6  | 1  | 67 | 20  | 47   | 65   | 2  | 2.50 |
| 3.   | Deportivo Yautepec F.C.  | 26 | 17 | 5  | 4  | 63 | 25  | 38   | 58   | 2  | 2.23 |
| 4.   | F.C. Juárez "B"          | 26 | 14 | 5  | 7  | 54 | 28  | 26   | 51   | 4  | 1.96 |
| 5.   | C.D. Oaxtepec            | 26 | 15 | 3  | 8  | 56 | 23  | 35   | 50   | 2  | 1.92 |
| 6.   | Caudillos Zapata         | 26 | 12 | 9  | 5  | 53 | 21  | 32   | 49   | 4  | 1.88 |
| 7.   | Arroceros Jojutla F.C.   | 26 | 10 | 5  | 11 | 52 | 42  | 10   | 38   | 3  | 1.46 |
| 8.   | Selva Cañera             | 26 | 10 | 6  | 10 | 46 | 44  | 2    | 38   | 2  | 1.46 |
| 9.   | F.C. Iguanas             | 26 | 9  | 4  | 13 | 30 | 48  | -18  | 33   | 2  | 1.27 |
| 10.  | Atlético Real del Puente | 26 | 7  | 4  | 15 | 37 | 46  | -9   | 28   | 3  | 1.08 |
| 11.  | Iguala F.C.              | 26 | 6  | 4  | 16 | 34 | 57  | -23  | 25   | 3  | 0.96 |
| 12.  | Academia Cuextlán F.C.   | 26 | 5  | 4  | 17 | 23 | 71  | -48  | 21   | 2  | 0.81 |
| 13.  | CILESI F.C.              | 26 | 3  | 5  | 18 | 22 | 76  | -54  | 18   | 4  | 0.69 |
| 14.  | Tlapa F.C.               | 26 | 1  | 5  | 20 | 15 | 101 | -86  | 8    | 0  | 0.31 |

Nota: La cantidad de equipos clasificados a la fase final puede variar dependiendo del número de equipos por grupo. Los equipos pueden no clasificar por incumplimiento a reglamento o falta de pagos.
|  | Clasificado para la Fase Final Etapa 1 como líder de grupo.        |
|  | Clasificado para la Fase Final Etapa 1.                            |
|  | Clasificado para la Liguilla de Filiales o sin derecho al ascenso. |
|  | Último de Grupo.                                                   |

### Grupo VIII
| Pos. | Equipos                | PJ | PG | PE | PP | GF | GC  | Dif. | Pts. | Pe | Por  |
| ---- | ---------------------- | -- | -- | -- | -- | -- | --- | ---- | ---- | -- | ---- |
| 1.   | Halcones Negros F.C.   | 30 | 18 | 9  | 3  | 95 | 37  | 58   | 68   | 5  | 2.27 |
| 2.   | Faraones de Texcoco    | 30 | 18 | 6  | 6  | 85 | 32  | 53   | 62   | 2  | 2.07 |
| 3.   | C.F. Pachuca "C"       | 30 | 19 | 4  | 7  | 70 | 36  | 34   | 61   | 0  | 2.03 |
| 4.   | Club Hidalguense       | 29 | 16 | 7  | 6  | 62 | 26  | 36   | 59   | 4  | 2.03 |
| 5.   | Bombarderos de Tecámac | 30 | 15 | 9  | 6  | 62 | 29  | 33   | 59   | 5  | 1.97 |
| 6.   | Atlético Pachuca       | 30 | 17 | 4  | 9  | 53 | 21  | 32   | 57   | 2  | 1.90 |
| 7.   | Tuzos Pachuca          | 30 | 16 | 4  | 10 | 61 | 33  | 28   | 53   | 1  | 1.77 |
| 8.   | C.D. Matamoros         | 30 | 14 | 8  | 8  | 59 | 37  | 22   | 52   | 2  | 1.73 |
| 9.   | Atlético Toltecas      | 30 | 12 | 10 | 8  | 50 | 45  | 5    | 52   | 6  | 1.73 |
| 10.  | Sk Sport F.C.          | 30 | 13 | 6  | 11 | 44 | 30  | 14   | 48   | 4  | 1.60 |
| 11.  | Atlético Tulancingo    | 30 | 12 | 7  | 11 | 58 | 35  | 23   | 47   | 4  | 1.57 |
| 12.  | C.D. Tulancingo "B"    | 30 | 9  | 7  | 14 | 27 | 29  | -2   | 39   | 5  | 1.30 |
| 13.  | Guerreros de la Plata  | 30 | 8  | 5  | 17 | 32 | 57  | -25  | 32   | 2  | 1.07 |
| 14.  | Unión Astros F.C.      | 30 | 4  | 5  | 21 | 26 | 80  | -54  | 20   | 3  | 0.67 |
| 15.  | Halcones Zúñiga        | 30 | 2  | 2  | 26 | 17 | 164 | -147 | 9    | 1  | 0.30 |
| 16.  | Cefor Chaco Giménez    | 30 | 0  | 1  | 29 | 16 | 124 | -108 | 1    | 0  | 0.03 |

Nota: La cantidad de equipos clasificados a la fase final puede variar dependiendo del número de equipos por grupo. Los equipos pueden no clasificar por incumplimiento a reglamento o falta de pagos.
|  | Clasificado para la Fase Final Etapa 1 como líder de grupo.        |
|  | Clasificado para la Fase Final Etapa 1.                            |
|  | Clasificado para la Liguilla de Filiales o sin derecho al ascenso. |
|  | Último de Grupo.                                                   |

### Grupo IX
| Pos. | Equipos                  | PJ | PG | PE | PP | GF | GC | Dif. | Pts. | Pe | Por  |
| ---- | ------------------------ | -- | -- | -- | -- | -- | -- | ---- | ---- | -- | ---- |
| 1.   | C.D. Poza Rica           | 27 | 23 | 3  | 1  | 79 | 16 | 63   | 75   | 3  | 2.78 |
| 2.   | Orgullo Surtam           | 27 | 20 | 4  | 3  | 61 | 20 | 41   | 66   | 2  | 2.44 |
| 3.   | Atlético Huauchinango    | 27 | 13 | 6  | 8  | 43 | 28 | 15   | 49   | 4  | 1.81 |
| 4.   | Sultanes de Tamazunchale | 27 | 13 | 5  | 9  | 34 | 33 | 1    | 46   | 2  | 1.70 |
| 5.   | Garzas Blancas F.C.      | 27 | 11 | 6  | 10 | 36 | 34 | 2    | 41   | 2  | 1.52 |
| 6.   | Venados de Misantla      | 27 | 9  | 7  | 11 | 36 | 38 | -2   | 38   | 3  | 1.41 |
| 7.   | Papanes de Papantla      | 27 | 7  | 5  | 15 | 22 | 46 | -24  | 29   | 3  | 1.07 |
| 8.   | Tantoyuca F.C.           | 27 | 5  | 7  | 15 | 30 | 46 | -16  | 24   | 2  | 0.89 |
| 9.   | Atlético Huejutla        | 27 | 5  | 5  | 17 | 23 | 56 | -33  | 23   | 3  | 0.85 |
| 10.  | Tuxpan F.C.              | 27 | 4  | 2  | 21 | 20 | 67 | -47  | 14   | 0  | 0.52 |

Nota: La cantidad de equipos clasificados a la fase final puede variar dependiendo del número de equipos por grupo. Los equipos pueden no clasificar por incumplimiento a reglamento o falta de pagos.
|  | Clasificado para la Fase Final Etapa 1 como líder de grupo.        |
|  | Clasificado para la Fase Final Etapa 1.                            |
|  | Clasificado para la Liguilla de Filiales o sin derecho al ascenso. |
|  | Último de Grupo.                                                   |

### Grupo X
| Pos. | Equipos                       | PJ | PG | PE | PP | GF | GC | Dif. | Pts. | Pe | Por  |
| ---- | ----------------------------- | -- | -- | -- | -- | -- | -- | ---- | ---- | -- | ---- |
| 1.   | Lobos ITECA                   | 24 | 17 | 5  | 2  | 75 | 34 | 41   | 59   | 3  | 2.46 |
| 2.   | Titanes de Querétaro          | 24 | 14 | 8  | 2  | 51 | 24 | 27   | 55   | 5  | 2.29 |
| 3.   | Celaya Linces                 | 24 | 11 | 7  | 6  | 43 | 32 | 11   | 45   | 5  | 1.88 |
| 4.   | F.C. Fundadores El Marqués    | 24 | 12 | 6  | 6  | 39 | 30 | 9    | 43   | 1  | 1.79 |
| 5.   | Celaya F.C. TDP               | 24 | 10 | 5  | 9  | 39 | 34 | 5    | 37   | 2  | 1.54 |
| 6.   | Correcaminos Tequisquiapan    | 24 | 9  | 6  | 9  | 49 | 43 | 6    | 36   | 3  | 1.50 |
| 7.   | Mineros Querétaro             | 24 | 8  | 7  | 9  | 41 | 35 | 6    | 34   | 3  | 1.42 |
| 8.   | C.D. San Juan del Río         | 24 | 8  | 6  | 10 | 47 | 55 | -8   | 34   | 4  | 1.42 |
| 9.   | Estudiantes de Querétaro      | 24 | 8  | 6  | 10 | 34 | 39 | -5   | 31   | 1  | 1.29 |
| 10.  | Inter de Querétaro "B"        | 24 | 7  | 5  | 12 | 33 | 47 | -14  | 30   | 4  | 1.25 |
| 11.  | La Piedad Querétaro           | 24 | 6  | 6  | 12 | 26 | 38 | -12  | 27   | 3  | 1.13 |
| 12.  | San Miguel F.C. Internacional | 24 | 6  | 6  | 12 | 28 | 43 | -15  | 27   | 3  | 1.13 |
| 13.  | Inter San Pablo               | 24 | 2  | 3  | 19 | 27 | 79 | -52  | 10   | 1  | 0.42 |

Nota: La cantidad de equipos clasificados a la fase final puede variar dependiendo del número de equipos por grupo. Los equipos pueden no clasificar por incumplimiento a reglamento o falta de pagos.
|  | Clasificado para la Fase Final Etapa 1 como líder de grupo.        |
|  | Clasificado para la Fase Final Etapa 1.                            |
|  | Clasificado para la Liguilla de Filiales o sin derecho al ascenso. |
|  | Último de Grupo.                                                   |

### Grupo XI
| Pos. | Equipos                | PJ | PG | PE | PP | GF | GC | Dif. | Pts. | Pe | Por  |
| ---- | ---------------------- | -- | -- | -- | -- | -- | -- | ---- | ---- | -- | ---- |
| 1.   | Aguacateros de Peribán | 24 | 18 | 5  | 1  | 71 | 12 | 59   | 62   | 3  | 2.58 |
| 2.   | H2O Purépechas F.C.    | 24 | 18 | 5  | 1  | 59 | 16 | 43   | 62   | 3  | 2.58 |
| 3.   | Atlético Chavinda      | 24 | 18 | 2  | 4  | 69 | 26 | 43   | 60   | 1  | 2.50 |
| 4.   | Delfines de Abasolo    | 24 | 10 | 4  | 10 | 49 | 46 | 3    | 37   | 3  | 1.54 |
| 5.   | Furia Azul F.C.        | 24 | 9  | 2  | 13 | 24 | 44 | -20  | 30   | 1  | 1.25 |
| 6.   | Huetamo F.C.           | 24 | 8  | 2  | 14 | 30 | 59 | -29  | 27   | 1  | 1.13 |
| 7.   | Michoacán F.C.         | 24 | 6  | 3  | 15 | 26 | 22 | 4    | 23   | 2  | 0.96 |
| 8.   | C.F. Salamanca         | 24 | 5  | 5  | 14 | 26 | 47 | -21  | 20   | 0  | 0.83 |
| 9.   | Atlético Valladolid    | 24 | 2  | 0  | 22 | 7  | 89 | -82  | 6    | 0  | 0.25 |

Nota: La cantidad de equipos clasificados a la fase final puede variar dependiendo del número de equipos por grupo. Los equipos pueden no clasificar por incumplimiento a reglamento o falta de pagos.
|  | Clasificado para la Fase Final Etapa 1 como líder de grupo.        |
|  | Clasificado para la Fase Final Etapa 1.                            |
|  | Clasificado para la Liguilla de Filiales o sin derecho al ascenso. |
|  | Último de Grupo.                                                   |

### Grupo XII
| Pos. | Equipos                     | PJ | PG | PE | PP | GF | GC | Dif. | Pts. | Pe | Por  |
| ---- | --------------------------- | -- | -- | -- | -- | -- | -- | ---- | ---- | -- | ---- |
| 1.   | Cachorros de León           | 22 | 17 | 2  | 3  | 60 | 26 | 34   | 54   | 1  | 2.45 |
| 2.   | Atlético Leonés             | 22 | 15 | 2  | 5  | 65 | 23 | 42   | 49   | 2  | 2.23 |
| 3.   | UAZ "B"                     | 22 | 14 | 6  | 2  | 49 | 24 | 25   | 49   | 1  | 2.23 |
| 4.   | Club Necaxa "B"             | 22 | 10 | 7  | 5  | 53 | 35 | 18   | 42   | 5  | 1.91 |
| 5.   | Mineros de Zacatecas TDP    | 22 | 11 | 3  | 8  | 43 | 28 | 15   | 38   | 2  | 1.73 |
| 6.   | Atlético ECCA               | 22 | 10 | 3  | 9  | 34 | 41 | -7   | 34   | 1  | 1.55 |
| 7.   | Suré F.C.                   | 22 | 8  | 5  | 9  | 40 | 37 | 3    | 32   | 3  | 1.45 |
| 8.   | Empresarios del Rincón F.C. | 22 | 6  | 3  | 13 | 30 | 46 | -16  | 24   | 3  | 1.09 |
| 9.   | Zorros San Luis F.C.        | 22 | 6  | 5  | 11 | 31 | 36 | -5   | 23   | 0  | 1.04 |
| 10.  | León GEN                    | 22 | 4  | 7  | 11 | 18 | 34 | -16  | 22   | 3  | 1.00 |
| 11.  | Pabellón F.C.               | 22 | 4  | 6  | 12 | 29 | 48 | -19  | 21   | 3  | 0.95 |
| 12.  | Calor León                  | 22 | 2  | 1  | 19 | 13 | 90 | -77  | 8    | 1  | 0.36 |

Nota: La cantidad de equipos clasificados a la fase final puede variar dependiendo del número de equipos por grupo. Los equipos pueden no clasificar por incumplimiento a reglamento o falta de pagos.
|  | Clasificado para la Fase Final Etapa 1 como líder de grupo.        |
|  | Clasificado para la Fase Final Etapa 1.                            |
|  | Clasificado para la Liguilla de Filiales o sin derecho al ascenso. |
|  | Último de Grupo.                                                   |

### Grupo XIII
| Pos. | Equipos                | PJ | PG | PE | PP | GF | GC | Dif. | Pts. | Pe | Por  |
| ---- | ---------------------- | -- | -- | -- | -- | -- | -- | ---- | ---- | -- | ---- |
| 1.   | Acatlán F.C.           | 22 | 14 | 6  | 2  | 47 | 15 | 32   | 51   | 3  | 2.32 |
| 2.   | Tapatíos Soccer F.C.   | 22 | 15 | 3  | 4  | 44 | 18 | 26   | 51   | 3  | 2.32 |
| 3.   | C.D. Ayense            | 22 | 16 | 2  | 4  | 51 | 16 | 35   | 50   | 0  | 2.27 |
| 4.   | C.D. Aves Blancas      | 22 | 14 | 5  | 3  | 52 | 24 | 28   | 50   | 2  | 2.27 |
| 5.   | Tepatitlán F.C. "B"    | 22 | 14 | 3  | 5  | 50 | 22 | 28   | 47   | 2  | 2.14 |
| 6.   | Gorilas de Juanacatlán | 22 | 14 | 3  | 5  | 48 | 29 | 19   | 46   | 1  | 2.09 |
| 7.   | U.D. Salamanca         | 22 | 7  | 5  | 10 | 32 | 46 | -14  | 27   | 1  | 1.23 |
| 8.   | Alteños Acatic         | 22 | 5  | 3  | 14 | 20 | 46 | -26  | 18   | 2  | 0.82 |
| 9.   | Tornados Tlaquepaque   | 22 | 4  | 3  | 15 | 16 | 43 | -27  | 16   | 1  | 0.73 |
| 10.  | Mulos del C.D. Oro     | 22 | 3  | 3  | 16 | 22 | 61 | -39  | 15   | 3  | 0.68 |
| 11.  | Agaveros F.C.          | 22 | 3  | 3  | 16 | 25 | 50 | -25  | 13   | 1  | 0.59 |
| 12.  | C.D. Nacional          | 22 | 3  | 2  | 17 | 22 | 59 | -37  | 12   | 1  | 0.55 |

Nota: La cantidad de equipos clasificados a la fase final puede variar dependiendo del número de equipos por grupo. Los equipos pueden no clasificar por incumplimiento a reglamento o falta de pagos.
|  | Clasificado para la Fase Final Etapa 1 como líder de grupo.        |
|  | Clasificado para la Fase Final Etapa 1.                            |
|  | Clasificado para la Liguilla de Filiales o sin derecho al ascenso. |
|  | Último de Grupo.                                                   |

### Grupo XIV
| Pos. | Equipos                     | PJ | PG | PE | PP | GF | GC | Dif. | Pts. | Pe | Por  |
| ---- | --------------------------- | -- | -- | -- | -- | -- | -- | ---- | ---- | -- | ---- |
| 1.   | Diablos Tesistán            | 22 | 17 | 2  | 3  | 75 | 13 | 62   | 54   | 1  | 2.45 |
| 2.   | Tecos F.C. "B"              | 22 | 11 | 7  | 4  | 46 | 31 | 15   | 46   | 6  | 2.09 |
| 3.   | Catedráticos Elite F.C. "B" | 22 | 14 | 3  | 5  | 42 | 30 | 12   | 45   | 0  | 2.05 |
| 4.   | Leones Negros "C"           | 22 | 12 | 3  | 7  | 49 | 33 | 16   | 40   | 1  | 1.82 |
| 5.   | AFAR Manzanillo             | 22 | 11 | 5  | 6  | 47 | 38 | 9    | 38   | 0  | 1.73 |
| 6.   | Caja Oblatos CFD            | 22 | 9  | 7  | 7  | 40 | 35 | 5    | 38   | 4  | 1.73 |
| 7.   | Halcones de Zapopan "B"     | 22 | 8  | 7  | 7  | 34 | 32 | 2    | 34   | 3  | 1.54 |
| 8.   | Charales de Chapala         | 22 | 8  | 5  | 9  | 32 | 33 | -1   | 33   | 4  | 1.50 |
| 9.   | Real Ánimas de Sayula       | 22 | 6  | 6  | 10 | 26 | 35 | -9   | 27   | 3  | 1.23 |
| 10.  | Gallos Viejos               | 22 | 4  | 5  | 13 | 23 | 42 | -19  | 18   | 1  | 0.82 |
| 11.  | Deportivo Cimagol           | 22 | 3  | 3  | 16 | 24 | 58 | -34  | 15   | 3  | 0.68 |
| 12.  | Pro Training Camp F.C.      | 22 | 2  | 1  | 19 | 20 | 78 | -58  | 8    | 1  | 0.36 |

Nota: La cantidad de equipos clasificados a la fase final puede variar dependiendo del número de equipos por grupo. Los equipos pueden no clasificar por incumplimiento a reglamento o falta de pagos.
|  | Clasificado para la Fase Final Etapa 1 como líder de grupo.        |
|  | Clasificado para la Fase Final Etapa 1.                            |
|  | Clasificado para la Liguilla de Filiales o sin derecho al ascenso. |
|  | Último de Grupo.                                                   |

### Grupo XV
| Pos. | Equipos                | PJ | PG | PE | PP | GF | GC | Dif. | Pts. | Pe | Por  |
| ---- | ---------------------- | -- | -- | -- | -- | -- | -- | ---- | ---- | -- | ---- |
| 1.   | Xalisco F.C.           | 22 | 11 | 7  | 4  | 33 | 22 | 11   | 46   | 6  | 2.09 |
| 2.   | C.D. FuraMochis        | 22 | 8  | 13 | 1  | 30 | 16 | 14   | 45   | 8  | 2.05 |
| 3.   | Dorados de Sinaloa "B" | 22 | 10 | 8  | 4  | 32 | 25 | 7    | 42   | 4  | 1.91 |
| 4.   | Puerto Vallarta F.C.   | 22 | 9  | 10 | 3  | 37 | 28 | 9    | 40   | 3  | 1.82 |
| 5.   | Coras F.C. "B"         | 22 | 8  | 7  | 7  | 33 | 24 | 9    | 34   | 3  | 1.55 |
| 6.   | Deportivo Tala         | 22 | 9  | 5  | 8  | 38 | 28 | 10   | 33   | 1  | 1.50 |
| 7.   | Tigres de Álica F.C.   | 22 | 8  | 6  | 8  | 23 | 24 | -1   | 33   | 3  | 1.50 |
| 8.   | Fénix CFAR             | 22 | 6  | 8  | 8  | 40 | 48 | -8   | 31   | 5  | 1.41 |
| 9.   | Legado del Centenario  | 22 | 8  | 4  | 10 | 27 | 28 | -1   | 30   | 2  | 1.36 |
| 10.  | Atlético Acaponeta     | 22 | 5  | 8  | 9  | 32 | 38 | -6   | 28   | 5  | 1.27 |
| 11.  | Alfareros de Tonalá    | 22 | 6  | 6  | 10 | 22 | 33 | -11  | 25   | 1  | 1.14 |
| 12.  | Atlético Nayarit       | 22 | 1  | 4  | 17 | 10 | 43 | -33  | 9    | 2  | 0.41 |

Nota: La cantidad de equipos clasificados a la fase final puede variar dependiendo del número de equipos por grupo. Los equipos pueden no clasificar por incumplimiento a reglamento o falta de pagos.
|  | Clasificado para la Fase Final Etapa 1 como líder de grupo.        |
|  | Clasificado para la Fase Final Etapa 1.                            |
|  | Clasificado para la Liguilla de Filiales o sin derecho al ascenso. |
|  | Último de Grupo.                                                   |

### Grupo XVI
| Pos. | Equipos                    | PJ | PG | PE | PP | GF | GC | Dif. | Pts. | Pe | Por  |
| ---- | -------------------------- | -- | -- | -- | -- | -- | -- | ---- | ---- | -- | ---- |
| 1.   | F.C. Santiago              | 26 | 18 | 4  | 4  | 56 | 16 | 40   | 62   | 3  | 2.38 |
| 2.   | Saltillo Soccer F.C.       | 26 | 16 | 7  | 3  | 50 | 13 | 37   | 57   | 2  | 2.19 |
| 3.   | Mineros Reynosa            | 26 | 17 | 4  | 5  | 51 | 24 | 27   | 56   | 1  | 2.15 |
| 4.   | C.F. Cadereyta             | 26 | 18 | 1  | 7  | 53 | 25 | 28   | 55   | 0  | 2.12 |
| 5.   | Irritilas F.C.             | 26 | 14 | 6  | 6  | 39 | 25 | 14   | 51   | 3  | 1.96 |
| 6.   | Gavilanes de Matamoros "B" | 26 | 10 | 7  | 9  | 27 | 26 | 1    | 41   | 3  | 1.58 |
| 7.   | Correcaminos UAT "C"       | 26 | 10 | 8  | 8  | 30 | 32 | -2   | 41   | 3  | 1.58 |
| 8.   | C.F. Gallos Nuevo León     | 26 | 6  | 8  | 12 | 31 | 39 | -8   | 33   | 7  | 1.27 |
| 9.   | San Pedro 7-10 F.C.        | 26 | 9  | 2  | 15 | 33 | 46 | -13  | 30   | 1  | 1.15 |
| 10.  | San Nicolás F.C.           | 26 | 7  | 4  | 15 | 16 | 44 | -28  | 28   | 3  | 1.08 |
| 11.  | Halcones de Saltillo       | 26 | 6  | 6  | 14 | 22 | 47 | -25  | 26   | 2  | 1.00 |
| 12.  | Real San Cosme             | 26 | 7  | 2  | 17 | 18 | 46 | -28  | 25   | 2  | 0.96 |
| 13.  | Tigres SD                  | 26 | 5  | 7  | 14 | 34 | 46 | -12  | 24   | 2  | 0.92 |
| 14.  | Guerreros Reynosa F.C.     | 26 | 3  | 6  | 17 | 22 | 53 | -31  | 17   | 2  | 0.65 |

Nota: La cantidad de equipos clasificados a la fase final puede variar dependiendo del número de equipos por grupo. Los equipos pueden no clasificar por incumplimiento a reglamento o falta de pagos.
|  | Clasificado para la Fase Final Etapa 1 como líder de grupo.        |
|  | Clasificado para la Fase Final Etapa 1.                            |
|  | Clasificado para la Liguilla de Filiales o sin derecho al ascenso. |
|  | Último de Grupo.                                                   |

### Grupo XVII
| Pos. | Equipos                   | PJ | PG | PE | PP | GF | GC | Dif. | Pts. | Pe | Por  |
| ---- | ------------------------- | -- | -- | -- | -- | -- | -- | ---- | ---- | -- | ---- |
| 1.   | Chihuahua F.C. "B"        | 20 | 14 | 4  | 2  | 44 | 14 | 30   | 48   | 2  | 2.40 |
| 2.   | Búhos UNISON              | 20 | 12 | 3  | 5  | 45 | 33 | 12   | 41   | 2  | 2.05 |
| 3.   | La Tribu de Ciudad Juárez | 20 | 11 | 4  | 5  | 53 | 28 | 25   | 40   | 3  | 2.00 |
| 4.   | F.C. CEPROFFA             | 20 | 10 | 5  | 5  | 41 | 29 | 12   | 38   | 3  | 1.90 |
| 5.   | Deportivo Etchojoa        | 20 | 8  | 9  | 3  | 33 | 22 | 11   | 38   | 5  | 1.90 |
| 6.   | Cimarrones de Sonora "C"  | 20 | 9  | 6  | 5  | 41 | 23 | 18   | 34   | 1  | 1.70 |
| 7.   | Xolos de Hermosillo       | 20 | 6  | 5  | 9  | 21 | 27 | -6   | 26   | 3  | 1.30 |
| 8.   | Cachanillas F.C.          | 20 | 7  | 3  | 10 | 27 | 37 | -10  | 26   | 3  | 1.30 |
| 9.   | Obson Dynamo F.C.         | 20 | 5  | 5  | 10 | 25 | 38 | -13  | 21   | 1  | 1.05 |
| 10.  | Cobras Fútbol Premier     | 20 | 4  | 1  | 15 | 19 | 48 | -29  | 13   | 0  | 0.65 |
| 11.  | Guaymas F.C.              | 20 | 1  | 1  | 18 | 13 | 63 | -50  | 5    | 1  | 0.25 |

Nota: La cantidad de equipos clasificados a la fase final puede variar dependiendo del número de equipos por grupo. Los equipos pueden no clasificar por incumplimiento a reglamento o falta de pagos.
|  | Clasificado para la Fase Final Etapa 1 como líder de grupo.        |
|  | Clasificado para la Fase Final Etapa 1.                            |
|  | Clasificado para la Liguilla de Filiales o sin derecho al ascenso. |
|  | Último de Grupo.                                                   |

### Grupo XVIII
| Pos. | Equipos             | PJ | PG | PE | PP | GF | GC | Dif. | Pts. | Pe | Por  |
| ---- | ------------------- | -- | -- | -- | -- | -- | -- | ---- | ---- | -- | ---- |
| 1.   | London F.C.         | 16 | 10 | 2  | 4  | 28 | 17 | 11   | 33   | 1  | 2.06 |
| 2.   | Gladiadores Tijuana | 16 | 9  | 2  | 5  | 28 | 18 | 10   | 30   | 1  | 1.88 |
| 3.   | Rosarito F.C.       | 16 | 5  | 5  | 6  | 23 | 28 | -5   | 24   | 4  | 1.50 |
| 4.   | 40 Grados MXL F.C.  | 16 | 5  | 3  | 8  | 25 | 32 | -7   | 18   | 0  | 1.13 |
| 5.   | Tecate F.C.         | 16 | 4  | 2  | 10 | 17 | 26 | -9   | 15   | 1  | 0.94 |

Nota: La cantidad de equipos clasificados a la fase final puede variar dependiendo del número de equipos por grupo. Los equipos pueden no clasificar por incumplimiento a reglamento o falta de pagos.
|  | Clasificado para la Fase Final Etapa 1 como líder de grupo.        |
|  | Clasificado para la Liguilla de Filiales o sin derecho al ascenso. |
|  | Último de Grupo.                                                   |

## Liguilla de Ascenso
La liguilla de Ascenso constará de siete fases. Clasifican 64 equipos, el número varía de acuerdo con la cantidad de equipos integrantes de cada grupo, estando entre uno y siete clubes por sector. El país se dividirá en dos zonas: Zona A (Grupos del I al VII) y Zona B (Grupos VIII al XVII). Se celebrarán eliminatorias de acuerdo al promedio obtenido por cada conjunto, siendo ordenados del mejor al peor por su porcentaje a lo largo de la temporada. Todas las series se celebrarán a doble partido, a excepción de la Final nacional y el partido por el tercer lugar, que serán disputados a un único juego.
A partir la temporada 2020-21 se modificaron los nombres de las etapas eliminatorias de la siguiente manera: Dieciseisavos de final, Octavos, Cuartos de final, Semifinales, Finales de zona y Final, esto como consecuencia de la división del país en dos zonas, por lo que los equipos solamente se enfrentan a clubes de su misma región hasta la serie final.
Desde este ciclo futbolístico se otorgan cuatro ascensos a la Segunda División de México: los dos campeones regionales serán promovidos a la Serie A siempre y cuando cumplan con el cuaderno de cargos de esta categoría, mientras que los dos subcampeones conseguirán un lugar en la Serie B, los cuales también están condicionados al cumplimiento de los requisitos de esta liga.

### Dieciseisavos de final

#### Zona A
| Equipo 1               | Agr.      | Equipo 2               | Ida | Vuelta |
| ---------------------- | --------- | ---------------------- | --- | ------ |
| CDM F.C.               | 4–1       | Oceanía F.C.           | 2–0 | 2–1    |
| Artesanos Metepec F.C. | 5–0       | Tenancingo F.C.        | 2–0 | 3–0    |
| Atlético Aragón        | 3–1       | Atlético Pachuca       | 0–1 | 3–0    |
| C.D. Muxes             | 3–1       | Universidad del Golfo  | 2–1 | 1–0    |
| Tigres Yautepec        | 6–1       | C.D. Oaxtepec          | 1–1 | 5–0    |
| Águilas UAGro (p.)     | 3–3 (4-1) | C.D. Cuervos Blancos   | 0–3 | 3–0    |
| Delfines UGM (p.)      | 2–2 (4-2) | Bombarderos de Tecámac | 1–1 | 1–1    |
| Caballeros de Córdoba  | 1–1 (1-2) | (p.) Hidalguense       | 1–1 | 0–0    |
| Chilangos F.C.         | 5–5 (2-4) | (p.) Cruz Azul Lagunas | 1–5 | 4–0    |
| Halcones Negros F.C.   | 3–0       | Cordobés F.C.          | 3–0 | 0–0    |
| Búhos de Oaxaca        | 3–3 (7-8) | (p.) Guerreros DD      | 1–2 | 2–1    |
| C.F. Estudiantes       | 10–2      | Héroes de Zaci         | 4–2 | 6–0    |
| C.D. Yautepec          | 2–3       | Atlético Mexicano      | 0–3 | 2–0    |
| Dragones de Oaxaca     | 1–2       | Faraones de Texcoco    | 0–2 | 1–0    |
| Academia Mineros CDMX  | 0–1       | Progreso F.C.          | 0–1 | 0–0    |
| Inter Playa "B"        | 4–1       | Pioneros Junior        | 2–0 | 2–1    |

#### Zona B
| Equipo 1               | Agr.      | Equipo 2                  | Ida | Vuelta |
| ---------------------- | --------- | ------------------------- | --- | ------ |
| C.D. Poza Rica         | 5–0       | Sultanes de Tamazunchale  | 1–0 | 4–0    |
| Aguacateros de Peribán | 4–1       | AFAR Manzanillo           | 0–0 | 4–1    |
| H2O Purépechas F.C.    | 5–3       | Fundadores El Marqués     | 4–2 | 1–1    |
| Lobos ITECA            | 6–1       | Atlético Huauchinango     | 2–1 | 4–0    |
| Diablos Tesistán       | 2–2 (2-4) | (p.) Puerto Vallarta F.C. | 1–0 | 1–2    |
| Cachorros de León      | 3–2       | Gladiadores Tijuana       | 1–0 | 2–2    |
| Orgullo Surtam         | 3–2       | Celaya Linces             | 1–1 | 2–1    |
| F.C. Santiago          | 2–2 (2-3) | (p.) F.C. CEPROFFA        | 1–1 | 1–1    |
| Atlético Chavinda      | 4–3       | La Tribu de Ciudad Juárez | 1–2 | 3–1    |
| Acatlán F.C.           | 2–1       | Catedráticos Elite "B"    | 1–1 | 1–0    |
| Tapatíos Soccer        | 2–3       | Búhos UNISON              | 0–2 | 2–1    |
| Titanes de Querétaro   | 2–3       | London F.C.               | 0–2 | 2–1    |
| C.D. Ayense            | 4–3       | Xalisco F.C.              | 0–1 | 4–2    |
| C.D. Aves Blancas (p.) | 2–2 (4-1) | C.F. Cadereyta            | 0–1 | 2–1    |
| Atlético Leonés        | 3–4       | Mineros Reynosa           | 0–2 | 3–2    |
| UAZ "B"                | 2–1       | Saltillo Soccer           | 1–0 | 1–1    |

*Nota: El equipo localizado en la columna 1 ejerce de local en el juego de vuelta.

### Octavos de final

#### Zona A
| Equipo 1               | Agr.      | Equipo 2            | Ida | Vuelta |
| ---------------------- | --------- | ------------------- | --- | ------ |
| CDM F.C.               | 6–0       | Hidalguense         | 1–0 | 5–0    |
| Artesanos Metepec F.C. | 2–1       | Cruz Azul Lagunas   | 1–0 | 1–1    |
| Atlético Aragón        | 2–0       | Guerreros DD        | 0–0 | 2–0    |
| C.D. Muxes             | 2–1       | Atlético Mexicano   | 2–1 | 0–0    |
| Tigres Yautepec        | 0–3       | Faraones de Texcoco | 0–0 | 0–3    |
| Águilas UAGro          | 2–2 (1-3) | (p.) Progreso F.C.  | 2–0 | 0–2    |
| Delfines UGM           | 0–2       | Inter Playa "B"     | 0–0 | 0–2    |
| Halcones Negros F.C.   | 2–3       | C.F. Estudiantes    | 0–1 | 2–2    |

#### Zona B
| Equipo 1               | Agr.      | Equipo 2             | Ida | Vuelta |
| ---------------------- | --------- | -------------------- | --- | ------ |
| C.D. Poza Rica         | 5–0       | Puerto Vallarta F.C. | 2–0 | 3–0    |
| Aguacateros de Peribán | 6–0       | F.C. CEPROFFA        | 2–0 | 4–0    |
| H2O Purépechas F.C.    | 3–5       | Búhos UNISON         | 1–3 | 2–2    |
| Lobos ITECA            | 6–3       | London F.C.          | 1–3 | 5–0    |
| Cachorros de León (p.) | 1–1 (4-3) | Mineros Reynosa      | 0–0 | 1–1    |
| Orgullo Surtam         | 1–4       | UAZ "B"              | 0–1 | 1–3    |
| Atlético Chavinda      | 3–4       | C.D. Aves Blancas    | 1–1 | 2–3    |
| Acatlán F.C.           | 2–2 (4-5) | (p.) C.D. Ayense     | 1–2 | 1–0    |

*Nota: El equipo localizado en la columna 1 ejerce de local en el juego de vuelta.

### Fase final
|  | Cuartos de final de Zona | Cuartos de final de Zona | Cuartos de final de Zona | Cuartos de final de Zona |       |                        | Semifinales de zona | Semifinales de zona | Semifinales de zona | Semifinales de zona |  |                        | Finales de zona | Finales de zona | Finales de zona | Finales de zona |                 |                 | Campeón de campeones | Campeón de campeones | Campeón de campeones | Campeón de campeones |
|  |                          |                          |                          |                          |       |                        |                     |                     |                     |                     |  |                        |                 |                 |                 |                 |                 |                 |                      |                      |                      |                      |
|  | Artesanos Metepec F.C.   | 3                        | 2                        | 5                        |       |                        |                     |                     |                     |                     |  |                        |                 |                 |                 |                 |                 |                 |                      |                      |                      |                      |
|  | Progreso F.C.            | 1                        | 0                        | 1                        |       |                        |                     |                     |                     |                     |  |                        |                 |                 |                 |                 |                 |                 |                      |                      |                      |                      |
|  | Progreso F.C.            | 1                        | 0                        | 1                        |       | Artesanos Metepec F.C. | 2                   | 0                   | 2                   |                     |  |                        |                 |                 |                 |                 |                 |                 |                      |                      |                      |                      |
|  |                          |                          |                          |                          |       | Artesanos Metepec F.C. | 2                   | 0                   | 2                   |                     |  |                        |                 |                 |                 |                 |                 |                 |                      |                      |                      |                      |
|  |                          | Faraones de Texcoco      | 0                        | 1                        | 1     |                        |                     |                     |                     |                     |  |                        |                 |                 |                 |                 |                 |                 |                      |                      |                      |                      |
|  | CDM F.C.                 | Faraones de Texcoco      | 0                        | 1                        | 1     | 1                      | 0                   | 1                   |                     |                     |  |                        |                 |                 |                 |                 |                 |                 |                      |                      |                      |                      |
|  | CDM F.C.                 |                          |                          |                          |       | 1                      | 0                   | 1                   |                     |                     |  |                        |                 |                 |                 |                 |                 |                 |                      |                      |                      |                      |
|  | Faraones de Texcoco      | 2                        | 1                        | 3                        |       |                        |                     |                     |                     |                     |  |                        |                 |                 |                 |                 |                 |                 |                      |                      |                      |                      |
|  | Faraones de Texcoco      | 2                        | 1                        | 3                        |       |                        |                     |                     |                     |                     |  | Artesanos Metepec F.C. | 0               | 0               | 0               |                 |                 |                 |                      |                      |                      |                      |
|  |                          |                          |                          |                          |       |                        |                     |                     |                     |                     |  | Artesanos Metepec F.C. | 0               | 0               | 0               |                 |                 |                 |                      |                      |                      |                      |
|  |                          | ' Atlético Aragón        | 1                        | 0                        | 1     |                        |                     |                     |                     |                     |  |                        |                 |                 |                 |                 |                 |                 |                      |                      |                      |                      |
|  | Atlético Aragón          | ' Atlético Aragón        | 1                        | 0                        | 1     | 1                      | 2                   | 3                   |                     |                     |  |                        |                 |                 |                 |                 |                 |                 |                      |                      |                      |                      |
|  | Atlético Aragón          |                          |                          |                          |       | 1                      | 2                   | 3                   |                     |                     |  |                        |                 |                 |                 |                 |                 |                 |                      |                      |                      |                      |
|  | Inter Playa "B"          | 1                        | 1                        | 2                        |       |                        |                     |                     |                     |                     |  |                        |                 |                 |                 |                 |                 |                 |                      |                      |                      |                      |
|  | Inter Playa "B"          | 1                        | 1                        | 2                        |       | Atlético Aragón        | 3                   | 2                   | 5                   |                     |  |                        |                 |                 |                 |                 |                 |                 |                      |                      |                      |                      |
|  |                          |                          |                          |                          |       | Atlético Aragón        | 3                   | 2                   | 5                   |                     |  |                        |                 |                 |                 |                 |                 |                 |                      |                      |                      |                      |
|  |                          | C.F. Estudiantes         | 2                        | 0                        | 2     |                        |                     |                     |                     |                     |  |                        |                 |                 |                 |                 |                 |                 |                      |                      |                      |                      |
|  | C.D. Muxes               | C.F. Estudiantes         | 2                        | 0                        | 2     | 1                      | 1                   | 2 (2)               |                     |                     |  |                        |                 |                 |                 |                 |                 |                 |                      |                      |                      |                      |
|  | C.D. Muxes               |                          |                          |                          |       | 1                      | 1                   | 2 (2)               |                     |                     |  |                        |                 |                 |                 |                 |                 |                 |                      |                      |                      |                      |
|  | C.F. Estudiantes (p.)    | 0                        | 2                        | 2 (4)                    |       |                        |                     |                     |                     |                     |  |                        |                 |                 |                 |                 |                 |                 |                      |                      |                      |                      |
|  | C.F. Estudiantes (p.)    | 0                        | 2                        | 2 (4)                    |       |                        |                     |                     |                     |                     |  |                        |                 |                 |                 |                 | Atlético Aragón | Atlético Aragón | Atlético Aragón      | 0                    |                      |                      |
|  |                          |                          |                          |                          |       |                        |                     |                     |                     |                     |  |                        |                 |                 |                 |                 |                 | Atlético Aragón | Atlético Aragón      | 0                    |                      |                      |
|  |                          | Aguacateros de Peribán   | Aguacateros de Peribán   | Aguacateros de Peribán   | 2     |                        |                     |                     |                     |                     |  |                        |                 |                 |                 |                 |                 |                 |                      |                      |                      |                      |
|  | C.D. Poza Rica (p.)      | Aguacateros de Peribán   | Aguacateros de Peribán   | Aguacateros de Peribán   | 2     | 0                      | 2                   | 2 (4)               |                     |                     |  |                        |                 |                 |                 |                 |                 |                 |                      |                      |                      |                      |
|  | C.D. Poza Rica (p.)      |                          |                          |                          |       | 0                      | 2                   | 2 (4)               |                     |                     |  |                        |                 |                 |                 |                 |                 |                 |                      |                      |                      |                      |
|  | Búhos UNISON             | 1                        | 1                        | 2 (3)                    |       |                        |                     |                     |                     |                     |  |                        |                 |                 |                 |                 |                 |                 |                      |                      |                      |                      |
|  | Búhos UNISON             | 1                        | 1                        | 2 (3)                    |       | C.D. Poza Rica (p.)    | 1                   | 2                   | 3 (5)               |                     |  |                        |                 |                 |                 |                 |                 |                 |                      |                      |                      |                      |
|  |                          |                          |                          |                          |       | C.D. Poza Rica (p.)    | 1                   | 2                   | 3 (5)               |                     |  |                        |                 |                 |                 |                 |                 |                 |                      |                      |                      |                      |
|  |                          | C.D. Ayense              | 2                        | 1                        | 3 (4) |                        |                     |                     |                     |                     |  |                        |                 |                 |                 |                 |                 |                 |                      |                      |                      |                      |
|  | Cachorros de León        | C.D. Ayense              | 2                        | 1                        | 3 (4) | 3                      | 1                   | 4                   |                     |                     |  |                        |                 |                 |                 |                 |                 |                 |                      |                      |                      |                      |
|  | Cachorros de León        |                          |                          |                          |       | 3                      | 1                   | 4                   |                     |                     |  |                        |                 |                 |                 |                 |                 |                 |                      |                      |                      |                      |
|  | C.D. Ayense              | 2                        | 5                        | 7                        |       |                        |                     |                     |                     |                     |  |                        |                 |                 |                 |                 |                 |                 |                      |                      |                      |                      |
|  | C.D. Ayense              | 2                        | 5                        | 7                        |       |                        |                     |                     |                     |                     |  | C.D. Poza Rica         | 0               | 0               | 0               |                 |                 |                 |                      |                      |                      |                      |
|  |                          |                          |                          |                          |       |                        |                     |                     |                     |                     |  | C.D. Poza Rica         | 0               | 0               | 0               |                 |                 |                 |                      |                      |                      |                      |
|  |                          | Aguacateros de Peribán   | 2                        | 3                        | 5     |                        |                     |                     |                     |                     |  |                        |                 |                 |                 |                 |                 |                 |                      |                      |                      |                      |
|  | Aguacateros de Peribán   | Aguacateros de Peribán   | 2                        | 3                        | 5     | 0                      | 3                   | 3                   |                     |                     |  |                        |                 |                 |                 |                 |                 |                 |                      |                      |                      |                      |
|  | Aguacateros de Peribán   |                          |                          |                          |       | 0                      | 3                   | 3                   |                     |                     |  |                        |                 |                 |                 |                 |                 |                 |                      |                      |                      |                      |
|  | UAZ "B"                  | 1                        | 1                        | 2                        |       |                        |                     |                     |                     |                     |  |                        |                 |                 |                 |                 |                 |                 |                      |                      |                      |                      |
|  | UAZ "B"                  | 1                        | 1                        | 2                        |       | Aguacateros de Peribán | 0                   | 4                   | 4                   |                     |  |                        |                 |                 |                 |                 |                 |                 |                      |                      |                      |                      |
|  |                          |                          |                          |                          |       | Aguacateros de Peribán | 0                   | 4                   | 4                   |                     |  |                        |                 |                 |                 |                 |                 |                 |                      |                      |                      |                      |
|  |                          | Lobos ITECA              | 1                        | 0                        | 1     |                        |                     |                     |                     |                     |  |                        |                 |                 |                 |                 |                 |                 |                      |                      |                      |                      |
|  | Lobos ITECA              | Lobos ITECA              | 1                        | 0                        | 1     | 0                      | 3                   | 3                   |                     |                     |  |                        |                 |                 |                 |                 |                 |                 |                      |                      |                      |                      |
|  | Lobos ITECA              |                          |                          |                          |       | 0                      | 3                   | 3                   |                     |                     |  |                        |                 |                 |                 |                 |                 |                 |                      |                      |                      |                      |
|  | C.D. Aves Blancas        | 0                        | 2                        | 2                        |       |                        |                     |                     |                     |                     |  |                        |                 |                 |                 |                 |                 |                 |                      |                      |                      |                      |

#### Cuartos de final de zona
| 3 de mayo de 2023 | Faraones de Texcoco | 2:1 (0:0) | CDM F.C.       | Estadio Municipal Claudio Suárez, Texcoco, Estado de México          |                                                                      |
| 16:00 (UTC -6)    | K. Flores 76', 90'  | Reporte   | E. Cibrián 66' | Asistencia: 7 000 espectadores Árbitro(s): José Andrés Elías Zarzoza | Asistencia: 7 000 espectadores Árbitro(s): José Andrés Elías Zarzoza |

| 6 de mayo de 2023                                | CDM F.C. | 0:1 (0:0) (Global 1:3) | Faraones de Texcoco | Deportivo Plutarco Elías Calles, Ciudad de México                       |                                                                         |
| 16:00 (UTC -6)                                   |          | Reporte                | O. Hernández 90'    | Asistencia: 1 500 espectadores Árbitro(s): Omar Alejandro Ortega García | Asistencia: 1 500 espectadores Árbitro(s): Omar Alejandro Ortega García |
| Faraones de Texcoco avanzó a Semifinales de Zona |          |                        |                     |                                                                         |                                                                         |

| 4 de mayo de 2023 | C.F. Estudiantes | 0:1 (0:1) | C.D. Muxes   | Estadio Municipal de Atlacomulco, Atlacomulco, Estado de México   |                                                                   |
| 16:00 (UTC -6)    |                  | Reporte   | C. Mundo 35' | Asistencia: 500 espectadores Árbitro(s): Keven Iván Pérez Mendoza | Asistencia: 500 espectadores Árbitro(s): Keven Iván Pérez Mendoza |

| 7 de mayo de 2023                             | C.D. Muxes   | 1:2 (1:1) (2:4 p.)(Global 2:2) | C.F. Estudiantes                  | Ciudad Deportiva Magdalena Mixhuca Campo 1, Ciudad de México          |                                                                       |
| 13:00 (UTC -6)                                | C. Mundo 42' | Reporte                        | H. Navarrete 11' · O. Basurto 81' | Asistencia: 2 000 espectadores Árbitro(s): Daniel Misael Marin Quiroz | Asistencia: 2 000 espectadores Árbitro(s): Daniel Misael Marin Quiroz |
| C.F. Estudiantes avanzó a Semifinales de Zona |              |                                |                                   |                                                                       |                                                                       |

| 3 de mayo de 2023 | Progreso F.C. | 1:3 (1:1) | Artesanos Metepec F.C.                | Estadio Carlos Iturralde Rivero, Mérida, Yucatán              |                                                               |
| 16:00 (UTC -6)    | G. Verde 6'   | Reporte   | J. Robledo 15', 48' · P. Cárdenas 53' | Asistencia: 50 espectadores Árbitro(s): Yoel Guzmán Hernández | Asistencia: 50 espectadores Árbitro(s): Yoel Guzmán Hernández |

| 6 de mayo de 2023                                   | Artesanos Metepec F.C.        | 2:0 (2:0) (Global 5:1) | Progreso F.C. | Unidad Deportiva Alarcón Hisojo "La Hortaliza", Metepec, Estado de México |                                                                       |
| 16:00 (UTC -6)                                      | V. López 27' · J. Fuentes 43' | Reporte                |               | Asistencia: 700 espectadores Árbitro(s): Benjamín Hernández Rodríguez     | Asistencia: 700 espectadores Árbitro(s): Benjamín Hernández Rodríguez |
| Artesanos Metepec F.C. avanzó a Semifinales de Zona |                               |                        |               |                                                                           |                                                                       |

| 3 de mayo de 2023 | Inter Playa "B" | 1:1 (0:1) | Atlético Aragón | Estadio Mario Villanueva Madrid, Playa del Carmen, Quintana Roo |                                                               |
| 18:00 (UTC -5)    | B. Blancas 61'  | Reporte   | J. Guerrero 21' | Asistencia: 400 espectadores Árbitro(s): Fermín Izquierdo Paz   | Asistencia: 400 espectadores Árbitro(s): Fermín Izquierdo Paz |

| 6 de mayo de 2023                            | Atlético Aragón                 | 2:1 (1:0) (Global 3:2) | Inter Playa "B" | Deportivo Francisco Zarco, Ciudad de México                       |                                                                   |
| 11:00 (UTC -6)                               | J. Bernal 1' · S. Hernández 76' | Reporte                | B. Blancas 63'  | Asistencia: 500 espectadores Árbitro(s): Oliver Hernández Fuentes | Asistencia: 500 espectadores Árbitro(s): Oliver Hernández Fuentes |
| Atlético Aragón avanzó a Semifinales de Zona |                                 |                        |                 |                                                                   |                                                                   |

| 3 de mayo de 2023 | Búhos UNISON | 1:0 (0:0) | C.D. Poza Rica | Cancha Sauceda Aarón Gamal, Hermosillo, Sonora                    |                                                                   |
| 17:00 (UTC -7)    | M. Cota 80'  | Reporte   |                | Asistencia: 450 espectadores Árbitro(s): Figo Rodolfo López Valle | Asistencia: 450 espectadores Árbitro(s): Figo Rodolfo López Valle |

| 6 de mayo de 2023                           | C.D. Poza Rica                  | 2:1 (1:0) (4:3 p.)(Global 2:2) | Búhos UNISON   | Estadio Heriberto Jara Corona, Poza Rica, Veracruz                     |                                                                        |
| 17:00 (UTC -6)                              | M. Rodríguez 25' · D. Trejo 67' | Reporte                        | R. Encinas 60' | Asistencia: 3 500 espectadores Árbitro(s): Luis Ángel Cabrera Carbajal | Asistencia: 3 500 espectadores Árbitro(s): Luis Ángel Cabrera Carbajal |
| C.D. Poza Rica avanzó a Semifinales de Zona |                                 |                                |                |                                                                        |                                                                        |

| 3 de mayo de 2023 | UAZ "B"         | 1:0 (1:0) | Aguacateros de Peribán | Unidad Deportiva Guadalupe, Guadalupe, Zacatecas                           |                                                                            |
| 16:00 (UTC -6)    | E. Martínez 40' | Reporte   |                        | Asistencia: 500 espectadores Árbitro(s): Aldo Sebastián Martínez Rodríguez | Asistencia: 500 espectadores Árbitro(s): Aldo Sebastián Martínez Rodríguez |

| 6 de mayo de 2023                                   | Aguacateros de Peribán                       | 3:1 (2:0) (Global 3:2) | UAZ "B"         | Estadio Municipal de Peribán, Peribán, Michoacán                  |                                                                   |
| 16:00 (UTC -6)                                      | A. Vidales 1' · J. Cerda 32' · J. Pizano 65' | Reporte                | C. Sandoval 74' | Asistencia: 800 espectadores Árbitro(s): Maximiliano Arias Guzmán | Asistencia: 800 espectadores Árbitro(s): Maximiliano Arias Guzmán |
| Aguacateros de Peribán avanzó a Semifinales de Zona |                                              |                        |                 |                                                                   |                                                                   |

| 3 de mayo de 2023 | C.D. Ayense                | 2:3 (0:1) | Cachorros de León                   | Estadio Chino Rivas, Ayotlán, Jalisco                                    |                                                                          |
| 19:00 (UTC -6)    | R. Ríos 53' · U. Bravo 82' | Reporte   | F. Zúñiga 22', 66' · I. Rosales 74' | Asistencia: 4 500 espectadores Árbitro(s): Gerardo Yahir Mendoza Sánchez | Asistencia: 4 500 espectadores Árbitro(s): Gerardo Yahir Mendoza Sánchez |

| 6 de mayo de 2023                           | Cachorros de León | 1:5 (1:2) (Global 4:7) | C.D. Ayense                                                         | Instituto Oviedo Náutico, León, Guanajuato                   |                                                              |
| 15:00 (UTC -6)                              | J. González 40'   | Reporte                | U. Bravo 7', 48' · J. Sánchez 15' · I. González 51' · G. García 78' | Asistencia: 600 espectadores Árbitro(s): Antonio Toca Varela | Asistencia: 600 espectadores Árbitro(s): Antonio Toca Varela |
| El C.D. Ayense avanzó a Semifinales de Zona |                   |                        |                                                                     |                                                              |                                                              |

| 3 de mayo de 2023 | C.D. Aves Blancas | 0:0     | Lobos ITECA | Estadio Corredor Industrial, Tepatitlán, Jalisco                    |                                                                     |
| 18:00 (UTC -6)    |                   | Reporte |             | Asistencia: 600 espectadores Árbitro(s): Axel Jesús Ibares González | Asistencia: 600 espectadores Árbitro(s): Axel Jesús Ibares González |

| 6 de mayo de 2023                        | Lobos ITECA                      | 3:2 (1:0) (Global 3:2) | C.D. Aves Blancas               | Estadio El Internado, San Luis de la Paz, Guanajuato                     |                                                                          |
| 16:00 (UTC -6)                           | A. Marín 4', 89' · D. Rangel 68' | Reporte                | A. Hernández 50' · C. Colin 90' | Asistencia: 1 200 espectadores Árbitro(s): Edwin Eduardo Morfín Verduzco | Asistencia: 1 200 espectadores Árbitro(s): Edwin Eduardo Morfín Verduzco |
| Lobos ITECA avanzó a Semifinales de Zona |                                  |                        |                                 |                                                                          |                                                                          |

#### Semifinales de Zona
| 10 de mayo de 2023 | Faraones de Texcoco | 0:2 (0:1) | Artesanos Metepec F.C.        | Estadio Municipal Claudio Suárez, Texcoco, Estado de México           |                                                                       |
| 16:00 (UTC -6)     |                     | Reporte   | J. García 9' · A. Ángeles 67' | Asistencia: 8 500 espectadores Árbitro(s): Daniel Misael Marin Quiroz | Asistencia: 8 500 espectadores Árbitro(s): Daniel Misael Marin Quiroz |

| 13 de mayo de 2023                                                                          | Artesanos Metepec F.C. | 0:1 (0:0) (Global 2:1) | Faraones de Texcoco | Unidad Deportiva Alarcón Hisojo "La Hortaliza", Metepec, Estado de México |                                                                        |
| 16:00 (UTC -6)                                                                              |                        | Reporte                | K. Flores 89'       | Asistencia: 2 050 espectadores Árbitro(s): Luis Ángel Cabrera Carbajal    | Asistencia: 2 050 espectadores Árbitro(s): Luis Ángel Cabrera Carbajal |
| Artesanos Metepec F.C. avanzó a la Final de Zona y ascendió a la Segunda División de México |                        |                        |                     |                                                                           |                                                                        |

| 10 de mayo de 2023 | C.F. Estudiantes     | 2:3 (2:2) | Atlético Aragón                    | Estadio Municipal de Atlacomulco, Atlacomulco, Estado de México       |                                                                       |
| 16:00 (UTC -6)     | H. Navarrete 4', 38' | Reporte   | L. Ríos 28', 77' · Y. Espinosa 30' | Asistencia: 450 espectadores Árbitro(s): Omar Alejandro Ortega García | Asistencia: 450 espectadores Árbitro(s): Omar Alejandro Ortega García |

| 13 de mayo de 2023                                                                   | Atlético Aragón                   | 2:0 (1:0) (Global 5:2) | C.F. Estudiantes | Deportivo Francisco Zarco, Ciudad de México                         |                                                                     |
| 11:00 (UTC -6)                                                                       | J. Guerrero 44' · Y. Espinosa 58' | Reporte                |                  | Asistencia: 1 000 espectadores Árbitro(s): Keven Iván Pérez Mendoza | Asistencia: 1 000 espectadores Árbitro(s): Keven Iván Pérez Mendoza |
| Atlético Aragón avanzó a la Final de Zona y ascendió a la Segunda División de México |                                   |                        |                  |                                                                     |                                                                     |

| 10 de mayo de 2023 | C.D. Ayense                   | 2:1 (2:0) | C.D. Poza Rica   | Estadio Chino Rivas, Ayotlán, Jalisco                                    |                                                                          |
| 19:00 (UTC -6)     | J. Del Río 4' · I. Medina 36' | Reporte   | M. Rodríguez 55' | Asistencia: 5 000 espectadores Árbitro(s): Edwin Eduardo Morfín Verduzco | Asistencia: 5 000 espectadores Árbitro(s): Edwin Eduardo Morfín Verduzco |

| 14 de mayo de 2023                                                             | C.D. Poza Rica               | 2:1 (0:0) (5:4 p.)(Global 3:3) | C.D. Ayense   | Estadio Heriberto Jara Corona, Poza Rica, Veracruz                  |                                                                     |
| 10:00 (UTC -6)                                                                 | D. Trejo 50' · A. Zamora 65' | Reporte                        | I. Medina 53' | Asistencia: 7 000 espectadores Árbitro(s): Maximiliano Arias Guzmán | Asistencia: 7 000 espectadores Árbitro(s): Maximiliano Arias Guzmán |
| Poza Rica avanzó a la Final de Zona y ascendió a la Segunda División de México |                              |                                |               |                                                                     |                                                                     |

| 10 de mayo de 2023 | Lobos ITECA   | 1:0 (0:0) | Aguacateros de Peribán | Estadio El Internado, San Luis de la Paz, Guanajuato                   |                                                                        |
| 16:00 (UTC -6)     | D. Rangel 67' | Reporte   |                        | Asistencia: 800 espectadores Árbitro(s): Gerardo Yahir Mendoza Sánchez | Asistencia: 800 espectadores Árbitro(s): Gerardo Yahir Mendoza Sánchez |

| 13 de mayo de 2023                                                                          | Aguacateros de Peribán                           | 4:0 (3:0) (Global 4:1) | Lobos ITECA | Estadio Municipal de Peribán, Peribán, Michoacán                 |                                                                  |
| 16:00 (UTC -6)                                                                              | J. Cerda 12' · A. Cota 27', 68' · M. Barajas 45' | Reporte                |             | Asistencia: 1 500 espectadores Árbitro(s): Yoel Guzmán Hernández | Asistencia: 1 500 espectadores Árbitro(s): Yoel Guzmán Hernández |
| Aguacateros de Peribán avanzó a la Final de Zona y ascendió a la Segunda División de México |                                                  |                        |             |                                                                  |                                                                  |

#### Finales de Zona
| 17 de mayo de 2023 | Atlético Aragón  | 1:0 (0:0) | Artesanos Metepec F.C. | Deportivo Francisco Zarco, Ciudad de México                              |                                                                          |
| 16:00 (UTC -6)     | S. Hernández 66' | Reporte   |                        | Asistencia: 1 000 espectadores Árbitro(s): Edwin Eduardo Morfín Verduzco | Asistencia: 1 000 espectadores Árbitro(s): Edwin Eduardo Morfín Verduzco |

| 20 de mayo de 2023 | Artesanos Metepec F.C. | 0:0 (Global 0:1) | Atlético Aragón | Unidad Deportiva Alarcón Hisojo "La Hortaliza", Metepec, Estado de México |                                                                         |
| 15:00 (UTC -6) |                        | Reporte          |                 | Asistencia: 2 000 espectadores Árbitro(s): Omar Alejandro Ortega García   | Asistencia: 2 000 espectadores Árbitro(s): Omar Alejandro Ortega García |
| Atlético Aragón campeón de la Zona A de la Liga TDP 2022-23 y asciende a la Serie A de México. Artesanos Metepec asciende a la Serie B. |                        |                  |                 |                                                                           |                                                                         |

| 18 de mayo de 2023 | Aguacateros de Peribán       | 2:0 (1:0) | C.D. Poza Rica | Estadio Municipal de Peribán, Peribán, Michoacán                      |                                                                       |
| 16:00 (UTC -6)     | A. Cota 18' · M. Barajas 80' | Reporte   |                | Asistencia: 1 800 espectadores Árbitro(s): Daniel Misael Marin Quiroz | Asistencia: 1 800 espectadores Árbitro(s): Daniel Misael Marin Quiroz |

| 21 de mayo de 2023 | C.D. Poza Rica | 0:3 (0:0) (Global 0:5) | Aguacateros de Peribán                           | Estadio Heriberto Jara Corona, Poza Rica, Veracruz                       |                                                                          |
| 12:00 (UTC -6) |                | Reporte                | A. Mendoza 52' · A. Vidales 63' · M. Tabarez 78' | Asistencia: 8 500 espectadores Árbitro(s): Gerardo Yahir Mendoza Sánchez | Asistencia: 8 500 espectadores Árbitro(s): Gerardo Yahir Mendoza Sánchez |
| Aguacateros de Peribán campeón de la Zona B de la Liga TDP 2022-23 y asciende a la Serie A de México. C.D. Poza Rica asciende a la Serie B. |                |                        |                                                  |                                                                          |                                                                          |

#### Campeón de Campeones
| 27 de mayo de 2023                                    | Atlético Aragón | 0:2 (0:0) | Aguacateros de Peribán         | Estadio Miguel Alemán Valdés, Celaya, Guanajuato                  |                                                                   |
| 11:00 (UTC -6)                                        |                 | Reporte   | J. Pizano 66' · M. Barajas 73' | Asistencia: 1 000 espectadores Árbitro(s): Luis Enrique Santander | Asistencia: 1 000 espectadores Árbitro(s): Luis Enrique Santander |
| Aguacateros de Peribán campeón de la Liga TDP 2022-23 |                 |           |                                |                                                                   |                                                                   |

| 1     | POR   | Ángel González     | 88' |
| 2     | DEF   | Saúl Hernández     |     |
| 3     | DEF   | Leonardo Dávila    |     |
| 4     | DEF   | Luis Ríos          |     |
| 21    | DEF   | Juan Camacho       | 71' |
| 30    | DEF   | Amaury Sosa        |     |
| 11    | MED   | Alan Corona        |     |
| 33    | MED   | Jonathan Guerrero  | 81' |
| 9     | DEL   | Yefte Espinosa     |     |
| 10    | DEL   | Diego Barrientos   |     |
| 23    | DEL   | Jorge Bernal       | 81' |
| D. T. | D. T. | Juan Carlos Moreno |     |

| 26    | POR   | Rogelio Pérez    |     |
| 3     | DEF   | Jair Cerda       |     |
| 4     | DEF   | Jordy Pizano     |     |
| 11    | DEF   | Mario Barajas    |     |
| 22    | DEF   | Ricardo Ramírez  |     |
| 6     | MED   | Bryan Mendez     | 76' |
| 14    | MED   | Álvaro Vidales   |     |
| 16    | MED   | Miguel Tabarez   | 63' |
| 24    | MED   | Rogelio Rauda    | 53' |
| 8     | DEL   | Alan Cota        | 76' |
| 12    | DEL   | Renato Jaramillo | 76' |
| D. T. | D. T. | Marco Angulo     |     |

| 5  | Defensa        | Leonardo García | 71' |
| 7  | Centrocampista | José Ávila      | 81' |
| 16 | Centrocampista | Leonardo Servín | 81' |
| 25 | Guardameta     | Santiago Rojas  | 88' |

| 10 | Centrocampista | Juan Magaña      | 53' |
| 5  | Defensa        | Diego Ávalos     | 63' |
| 21 | Delantero      | Alejandro Chávez | 76' |
| 28 | Defensa        | Giovanni Frisone | 76' |
| 20 | Centrocampista | José Ávalos      | 76' |

| 66' · 73' | Jordy Pizano Mario Barajas | 0:1 0:2 |

| 46' | Bryan Mendez |

| Principal  | Luis Enrique Santander Aguirre |
| Asistentes | Carlos Alberto Rojas González  |
|            | Saúl Pedraza Jiménez           |
| Cuarto     | Maximiliano Arias Guzmán       |

|                    |   |   |
| Tiros              | - | - |
| Tiros a puerta     | - | - |
| Faltas             | - | - |
| Saques de esquina  | - | - |
| Penaltis           | - | - |
| Fueras de juego    | - | - |
| Posesión del balón | - | - |

| Alineación inicial |

| 1     | POR   | Ángel González     | 88' |
| 2     | DEF   | Saúl Hernández     |     |
| 3     | DEF   | Leonardo Dávila    |     |
| 4     | DEF   | Luis Ríos          |     |
| 21    | DEF   | Juan Camacho       | 71' |
| 30    | DEF   | Amaury Sosa        |     |
| 11    | MED   | Alan Corona        |     |
| 33    | MED   | Jonathan Guerrero  | 81' |
| 9     | DEL   | Yefte Espinosa     |     |
| 10    | DEL   | Diego Barrientos   |     |
| 23    | DEL   | Jorge Bernal       | 81' |
| D. T. | D. T. | Juan Carlos Moreno |     |

| 26    | POR   | Rogelio Pérez    |     |
| 3     | DEF   | Jair Cerda       |     |
| 4     | DEF   | Jordy Pizano     |     |
| 11    | DEF   | Mario Barajas    |     |
| 22    | DEF   | Ricardo Ramírez  |     |
| 6     | MED   | Bryan Mendez     | 76' |
| 14    | MED   | Álvaro Vidales   |     |
| 16    | MED   | Miguel Tabarez   | 63' |
| 24    | MED   | Rogelio Rauda    | 53' |
| 8     | DEL   | Alan Cota        | 76' |
| 12    | DEL   | Renato Jaramillo | 76' |
| D. T. | D. T. | Marco Angulo     |     |

| 5  | Defensa        | Leonardo García | 71' |
| 7  | Centrocampista | José Ávila      | 81' |
| 16 | Centrocampista | Leonardo Servín | 81' |
| 25 | Guardameta     | Santiago Rojas  | 88' |

| 10 | Centrocampista | Juan Magaña      | 53' |
| 5  | Defensa        | Diego Ávalos     | 63' |
| 21 | Delantero      | Alejandro Chávez | 76' |
| 28 | Defensa        | Giovanni Frisone | 76' |
| 20 | Centrocampista | José Ávalos      | 76' |

| 66' · 73' | Jordy Pizano Mario Barajas | 0:1 0:2 |

| 46' | Bryan Mendez |

| Principal  | Luis Enrique Santander Aguirre |
| Asistentes | Carlos Alberto Rojas González  |
|            | Saúl Pedraza Jiménez           |
| Cuarto     | Maximiliano Arias Guzmán       |

|                    |   |   |
| Tiros              | - | - |
| Tiros a puerta     | - | - |
| Faltas             | - | - |
| Saques de esquina  | - | - |
| Penaltis           | - | - |
| Fueras de juego    | - | - |
| Posesión del balón | - | - |

| Alineación inicial |

| 1     | POR   | Ángel González     | 88' |
| 2     | DEF   | Saúl Hernández     |     |
| 3     | DEF   | Leonardo Dávila    |     |
| 4     | DEF   | Luis Ríos          |     |
| 21    | DEF   | Juan Camacho       | 71' |
| 30    | DEF   | Amaury Sosa        |     |
| 11    | MED   | Alan Corona        |     |
| 33    | MED   | Jonathan Guerrero  | 81' |
| 9     | DEL   | Yefte Espinosa     |     |
| 10    | DEL   | Diego Barrientos   |     |
| 23    | DEL   | Jorge Bernal       | 81' |
| D. T. | D. T. | Juan Carlos Moreno |     |

| 26    | POR   | Rogelio Pérez    |     |
| 3     | DEF   | Jair Cerda       |     |
| 4     | DEF   | Jordy Pizano     |     |
| 11    | DEF   | Mario Barajas    |     |
| 22    | DEF   | Ricardo Ramírez  |     |
| 6     | MED   | Bryan Mendez     | 76' |
| 14    | MED   | Álvaro Vidales   |     |
| 16    | MED   | Miguel Tabarez   | 63' |
| 24    | MED   | Rogelio Rauda    | 53' |
| 8     | DEL   | Alan Cota        | 76' |
| 12    | DEL   | Renato Jaramillo | 76' |
| D. T. | D. T. | Marco Angulo     |     |

| 5  | Defensa        | Leonardo García | 71' |
| 7  | Centrocampista | José Ávila      | 81' |
| 16 | Centrocampista | Leonardo Servín | 81' |
| 25 | Guardameta     | Santiago Rojas  | 88' |

| 10 | Centrocampista | Juan Magaña      | 53' |
| 5  | Defensa        | Diego Ávalos     | 63' |
| 21 | Delantero      | Alejandro Chávez | 76' |
| 28 | Defensa        | Giovanni Frisone | 76' |
| 20 | Centrocampista | José Ávalos      | 76' |

| 66' · 73' | Jordy Pizano Mario Barajas | 0:1 0:2 |

| 46' | Bryan Mendez |

| Principal  | Luis Enrique Santander Aguirre |
| Asistentes | Carlos Alberto Rojas González  |
|            | Saúl Pedraza Jiménez           |
| Cuarto     | Maximiliano Arias Guzmán       |

|                    |   |   |
| Tiros              | - | - |
| Tiros a puerta     | - | - |
| Faltas             | - | - |
| Saques de esquina  | - | - |
| Penaltis           | - | - |
| Fueras de juego    | - | - |
| Posesión del balón | - | - |

| Alineación inicial |

| 1     | POR   | Ángel González     | 88' |
| 2     | DEF   | Saúl Hernández     |     |
| 3     | DEF   | Leonardo Dávila    |     |
| 4     | DEF   | Luis Ríos          |     |
| 21    | DEF   | Juan Camacho       | 71' |
| 30    | DEF   | Amaury Sosa        |     |
| 11    | MED   | Alan Corona        |     |
| 33    | MED   | Jonathan Guerrero  | 81' |
| 9     | DEL   | Yefte Espinosa     |     |
| 10    | DEL   | Diego Barrientos   |     |
| 23    | DEL   | Jorge Bernal       | 81' |
| D. T. | D. T. | Juan Carlos Moreno |     |

| 26    | POR   | Rogelio Pérez    |     |
| 3     | DEF   | Jair Cerda       |     |
| 4     | DEF   | Jordy Pizano     |     |
| 11    | DEF   | Mario Barajas    |     |
| 22    | DEF   | Ricardo Ramírez  |     |
| 6     | MED   | Bryan Mendez     | 76' |
| 14    | MED   | Álvaro Vidales   |     |
| 16    | MED   | Miguel Tabarez   | 63' |
| 24    | MED   | Rogelio Rauda    | 53' |
| 8     | DEL   | Alan Cota        | 76' |
| 12    | DEL   | Renato Jaramillo | 76' |
| D. T. | D. T. | Marco Angulo     |     |

| 5  | Defensa        | Leonardo García | 71' |
| 7  | Centrocampista | José Ávila      | 81' |
| 16 | Centrocampista | Leonardo Servín | 81' |
| 25 | Guardameta     | Santiago Rojas  | 88' |

| 10 | Centrocampista | Juan Magaña      | 53' |
| 5  | Defensa        | Diego Ávalos     | 63' |
| 21 | Delantero      | Alejandro Chávez | 76' |
| 28 | Defensa        | Giovanni Frisone | 76' |
| 20 | Centrocampista | José Ávalos      | 76' |

| 66' · 73' | Jordy Pizano Mario Barajas | 0:1 0:2 |

| 46' | Bryan Mendez |

| Principal  | Luis Enrique Santander Aguirre |
| Asistentes | Carlos Alberto Rojas González  |
|            | Saúl Pedraza Jiménez           |
| Cuarto     | Maximiliano Arias Guzmán       |

|                    |   |   |
| Tiros              | - | - |
| Tiros a puerta     | - | - |
| Faltas             | - | - |
| Saques de esquina  | - | - |
| Penaltis           | - | - |
| Fueras de juego    | - | - |
| Posesión del balón | - | - |

| Alineación inicial |

| Campeón Liga TDP 2022-23 |
| ------------------------ |
|                          |
| Aguacateros de Peribán   |
| 1° Título                |

#### Equipos ascendidos a Segunda División
| Aguacateros de Peribán Asciende a la Liga Premier Serie A | Artesanos Metepec F.C. Asciende a la Liga Premier Serie B | Atlético Aragón Asciende a la Liga Premier Serie A | C.D. Poza Rica Asciende a la Liga Premier Serie B |
| --------------------------------------------------------- | --------------------------------------------------------- | -------------------------------------------------- | ------------------------------------------------- |

## Equipos filiales o sin derecho al ascenso

### Clasificación
Para determinar los equipos que clasifican a la Liguilla de equipos filiales o sin derecho al ascenso se crea una tabla exclusivamente de equipos sin derecho a ascenso donde se posicionan de acuerdo al porcentaje que obtengan después de la temporada regular, ya que los equipos juegan diferente cantidad de partidos dependiendo de su grupo.
Este porcentaje se obtiene dividiendo los puntos obtenidos entre la cantidad de partidos jugados; a mayor porcentaje más alto estará el equipo en la tabla. Si dos o más equipos obtienen el mismo porcentaje se tomaran en cuenta los convencionales mecanismos de desempate: Puntos, Diferencia de goles y Goles a Favor.

Fecha de actualización: 16 de abril de 2023
| Pos. | Equipos                  | PJ | PG | PE | PP | GF | GC | Dif. | Pts. | Pe | Por. |
| ---- | ------------------------ | -- | -- | -- | -- | -- | -- | ---- | ---- | -- | ---- |
| 1.   | Deportivo Toluca "B"     | 30 | 24 | 3  | 3  | 93 | 23 | 70   | 76   | 1  | 2.53 |
| 2.   | Chihuahua F.C. "B"       | 20 | 14 | 4  | 2  | 44 | 14 | 30   | 48   | 2  | 2.40 |
| 3.   | Deportiva Venados "B"    | 24 | 16 | 6  | 2  | 51 | 13 | 38   | 57   | 3  | 2.38 |
| 4.   | Tecos F.C. "B"           | 22 | 11 | 7  | 4  | 46 | 31 | 15   | 46   | 6  | 2.09 |
| 5.   | C.D. FuraMochis          | 22 | 8  | 13 | 1  | 30 | 16 | 14   | 45   | 8  | 2.05 |
| 6.   | C.F. Pachuca "C"         | 30 | 19 | 4  | 7  | 70 | 36 | 34   | 61   | 0  | 2.03 |
| 7.   | F.C. Juárez "B"          | 26 | 14 | 5  | 7  | 54 | 28 | 26   | 51   | 4  | 1.96 |
| 8.   | Club Necaxa "B"          | 22 | 10 | 7  | 5  | 53 | 35 | 18   | 42   | 5  | 1.91 |
| 9.   | Dorados de Sinaloa "B"   | 22 | 10 | 8  | 4  | 32 | 25 | 7    | 42   | 4  | 1.91 |
| 10.  | Deportivo Dongu "B"      | 30 | 18 | 3  | 9  | 56 | 40 | 16   | 57   | 0  | 1.90 |
| 11.  | Leones Negros "C"        | 22 | 12 | 3  | 7  | 49 | 33 | 16   | 40   | 1  | 1.82 |
| 12.  | Alebrijes Teotihuacán    | 30 | 13 | 9  | 8  | 47 | 30 | 17   | 52   | 4  | 1.73 |
| 13.  | Mineros de Zacatecas TDP | 22 | 11 | 3  | 8  | 43 | 28 | 15   | 38   | 2  | 1.73 |
| 14.  | Cimarrones de Sonora "C" | 20 | 9  | 6  | 5  | 41 | 23 | 18   | 34   | 1  | 1.70 |
| 15.  | Atlante Xalapa           | 24 | 9  | 6  | 9  | 29 | 28 | 1    | 38   | 5  | 1.58 |
| 16.  | Correcaminos UAT "C"     | 26 | 10 | 8  | 8  | 30 | 32 | -2   | 41   | 3  | 1.58 |
| 17.  | Coras F.C. "B"           | 22 | 8  | 7  | 7  | 33 | 24 | 9    | 34   | 3  | 1.55 |
| 18.  | Halcones de Zapopan "B"  | 22 | 8  | 7  | 7  | 34 | 32 | 2    | 34   | 3  | 1.55 |
| 19.  | Celaya F.C. TDP          | 24 | 10 | 5  | 9  | 39 | 34 | 5    | 37   | 2  | 1.54 |
| 20.  | Mineros Querétaro        | 24 | 8  | 7  | 9  | 41 | 35 | 6    | 34   | 3  | 1.42 |
| 21.  | Xolos de Hermosillo      | 20 | 6  | 5  | 9  | 21 | 27 | -6   | 26   | 3  | 1.30 |
| 22.  | Atlético Acaponeta       | 22 | 5  | 8  | 9  | 32 | 38 | -6   | 28   | 5  | 1.27 |
| 23.  | Inter de Querétaro "B"   | 24 | 7  | 5  | 12 | 33 | 47 | -14  | 30   | 4  | 1.25 |
| 24.  | Cañoneros F.C. "B"       | 30 | 9  | 5  | 16 | 40 | 56 | -16  | 34   | 2  | 1.13 |
| 25.  | Atlante Chalco           | 30 | 8  | 6  | 16 | 44 | 56 | -12  | 33   | 3  | 1.10 |
| 26.  | León GEN                 | 22 | 4  | 7  | 11 | 18 | 34 | -16  | 22   | 3  | 1.00 |
| 27.  | Ciervos F.C. "B"         | 30 | 8  | 5  | 17 | 29 | 53 | -24  | 30   | 1  | 1.00 |
| 28.  | Tigres SD                | 26 | 5  | 7  | 14 | 34 | 46 | -12  | 24   | 2  | 0.92 |
| 29.  | Cantera Venados          | 24 | 3  | 7  | 14 | 29 | 50 | -21  | 22   | 6  | 0.92 |
| 30.  | Alteños Acatic           | 22 | 5  | 3  | 14 | 20 | 46 | -26  | 18   | 2  | 0.82 |
| 31.  | Atlético Nayarit         | 22 | 1  | 4  | 17 | 10 | 43 | -33  | 9    | 2  | 0.41 |
| 32.  | Calor León               | 22 | 2  | 1  | 19 | 13 | 90 | -77  | 8    | 1  | 0.36 |

|  | Clasificado para la Liguilla de Filiales o sin derecho al ascenso. |
|  | Peor Clasificado.                                                  |

### Liguilla
|  | Octavos de final | Octavos de final      | Octavos de final | Octavos de final | Octavos de final |   |                       | Cuartos de final      | Cuartos de final | Cuartos de final | Cuartos de final | Cuartos de final |  |   | Semifinal     | Semifinal | Semifinal | Semifinal | Semifinal |  |   | Final       | Final | Final | Final | Final |
|  |                  |                       |                  |                  |                  |   |                       |                       |                  |                  |                  |                  |  |   |               |           |           |           |           |  |   |             |       |       |       |       |
|  | 4                | Tecos "B"             | 1                | 2                | 3                |   |                       |                       |                  |                  |                  |                  |  |   |               |           |           |           |           |  |   |             |       |       |       |       |
|  | 13               | Mineros TDP           | 2                | 0                | 2                |   |                       |                       |                  |                  |                  |                  |  |   |               |           |           |           |           |  |   |             |       |       |       |       |
|  | 13               | Mineros TDP           | 2                | 0                | 2                |   | 4                     | Tecos "B"             | 1                | 2                | 3                |                  |  |   |               |           |           |           |           |  |   |             |       |       |       |       |
|  |                  |                       |                  |                  |                  |   | 4                     | Tecos "B"             | 1                | 2                | 3                |                  |  |   |               |           |           |           |           |  |   |             |       |       |       |       |
|  |                  | 5                     | C.D. FuraMochis  | 0                | 0                | 0 |                       |                       |                  |                  |                  |                  |  |   |               |           |           |           |           |  |   |             |       |       |       |       |
|  | 5                | 5                     | C.D. FuraMochis  | 0                | 0                | 0 | C.D. FuraMochis       | 1                     | 2                | 3                |                  |                  |  |   |               |           |           |           |           |  |   |             |       |       |       |       |
|  | 5                |                       |                  |                  |                  |   | C.D. FuraMochis       | 1                     | 2                | 3                |                  |                  |  |   |               |           |           |           |           |  |   |             |       |       |       |       |
|  | 12               | Alebrijes Teotihuacán | 0                | 1                | 1                |   |                       |                       |                  |                  |                  |                  |  |   |               |           |           |           |           |  |   |             |       |       |       |       |
|  | 12               | Alebrijes Teotihuacán | 0                | 1                | 1                |   |                       |                       |                  |                  |                  |                  |  | 4 | Tecos "B"     | 0         | 0         | 0         |           |  |   |             |       |       |       |       |
|  |                  |                       |                  |                  |                  |   |                       |                       |                  |                  |                  |                  |  | 4 | Tecos "B"     | 0         | 0         | 0         |           |  |   |             |       |       |       |       |
|  |                  | 6                     | Pachuca "C"      | 2                | 1                | 3 |                       |                       |                  |                  |                  |                  |  |   |               |           |           |           |           |  |   |             |       |       |       |       |
|  | 3                | 6                     | Pachuca "C"      | 2                | 1                | 3 | Deportiva Venados "B" | 0                     | 1                | 1                |                  |                  |  |   |               |           |           |           |           |  |   |             |       |       |       |       |
|  | 3                |                       |                  |                  |                  |   | Deportiva Venados "B" | 0                     | 1                | 1                |                  |                  |  |   |               |           |           |           |           |  |   |             |       |       |       |       |
|  | 14               | Cimarrones "C"        | 0                | 0                | 0                |   |                       |                       |                  |                  |                  |                  |  |   |               |           |           |           |           |  |   |             |       |       |       |       |
|  | 14               | Cimarrones "C"        | 0                | 0                | 0                |   | 3                     | Deportiva Venados "B" | 1                | 2                | 3                |                  |  |   |               |           |           |           |           |  |   |             |       |       |       |       |
|  |                  |                       |                  |                  |                  |   | 3                     | Deportiva Venados "B" | 1                | 2                | 3                |                  |  |   |               |           |           |           |           |  |   |             |       |       |       |       |
|  |                  | 6                     | Pachuca "C"      | 4                | 2                | 6 |                       |                       |                  |                  |                  |                  |  |   |               |           |           |           |           |  |   |             |       |       |       |       |
|  | 6                | 6                     | Pachuca "C"      | 4                | 2                | 6 | Pachuca "C"           | 1                     | 4                | 5                |                  |                  |  |   |               |           |           |           |           |  |   |             |       |       |       |       |
|  | 6                |                       |                  |                  |                  |   | Pachuca "C"           | 1                     | 4                | 5                |                  |                  |  |   |               |           |           |           |           |  |   |             |       |       |       |       |
|  | 11               | Leones Negros "C"     | 0                | 0                | 0                |   |                       |                       |                  |                  |                  |                  |  |   |               |           |           |           |           |  |   |             |       |       |       |       |
|  | 11               | Leones Negros "C"     | 0                | 0                | 0                |   |                       |                       |                  |                  |                  |                  |  |   |               |           |           |           |           |  | 6 | Pachuca "C" | 2     | 3     | 5     |       |
|  |                  |                       |                  |                  |                  |   |                       |                       |                  |                  |                  |                  |  |   |               |           |           |           |           |  | 6 | Pachuca "C" | 2     | 3     | 5     |       |
|  |                  | 8                     | Necaxa "B"       | 1                | 0                | 1 |                       |                       |                  |                  |                  |                  |  |   |               |           |           |           |           |  |   |             |       |       |       |       |
|  | 2                | 8                     | Necaxa "B"       | 1                | 0                | 1 | Chihuahua "B"         | 2                     | 4                | 6                |                  |                  |  |   |               |           |           |           |           |  |   |             |       |       |       |       |
|  | 2                |                       |                  |                  |                  |   | Chihuahua "B"         | 2                     | 4                | 6                |                  |                  |  |   |               |           |           |           |           |  |   |             |       |       |       |       |
|  | 15               | Atlante Xalapa        | 0                | 0                | 0                |   |                       |                       |                  |                  |                  |                  |  |   |               |           |           |           |           |  |   |             |       |       |       |       |
|  | 15               | Atlante Xalapa        | 0                | 0                | 0                |   | 2                     | Chihuahua "B"         | 1                | 3                | 4                |                  |  |   |               |           |           |           |           |  |   |             |       |       |       |       |
|  |                  |                       |                  |                  |                  |   | 2                     | Chihuahua "B"         | 1                | 3                | 4                |                  |  |   |               |           |           |           |           |  |   |             |       |       |       |       |
|  |                  | 7                     | Juárez "B"       | 1                | 0                | 1 |                       |                       |                  |                  |                  |                  |  |   |               |           |           |           |           |  |   |             |       |       |       |       |
|  | 7                | 7                     | Juárez "B"       | 1                | 0                | 1 | Juárez "B"            | 1                     | 0                | 1                |                  |                  |  |   |               |           |           |           |           |  |   |             |       |       |       |       |
|  | 7                |                       |                  |                  |                  |   | Juárez "B"            | 1                     | 0                | 1                |                  |                  |  |   |               |           |           |           |           |  |   |             |       |       |       |       |
|  | 10               | Dongu "B"             | 0                | 0                | 0                |   |                       |                       |                  |                  |                  |                  |  |   |               |           |           |           |           |  |   |             |       |       |       |       |
|  | 10               | Dongu "B"             | 0                | 0                | 0                |   |                       |                       |                  |                  |                  |                  |  | 2 | Chihuahua "B" | 1         | 1         | 2         |           |  |   |             |       |       |       |       |
|  |                  |                       |                  |                  |                  |   |                       |                       |                  |                  |                  |                  |  | 2 | Chihuahua "B" | 1         | 1         | 2         |           |  |   |             |       |       |       |       |
|  |                  | 8                     | Necaxa "B"       | 2                | 2                | 4 |                       |                       |                  |                  |                  |                  |  |   |               |           |           |           |           |  |   |             |       |       |       |       |
|  | 1                | 8                     | Necaxa "B"       | 2                | 2                | 4 | Toluca "B"            | 1                     | 2                | 3                |                  |                  |  |   |               |           |           |           |           |  |   |             |       |       |       |       |
|  | 1                |                       |                  |                  |                  |   | Toluca "B"            | 1                     | 2                | 3                |                  |                  |  |   |               |           |           |           |           |  |   |             |       |       |       |       |
|  | 16               | Correcaminos "C"      | 1                | 0                | 1                |   |                       |                       |                  |                  |                  |                  |  |   |               |           |           |           |           |  |   |             |       |       |       |       |
|  | 16               | Correcaminos "C"      | 1                | 0                | 1                |   | 1                     | Toluca "B"            | 0                | 0                | 0                |                  |  |   |               |           |           |           |           |  |   |             |       |       |       |       |
|  |                  |                       |                  |                  |                  |   | 1                     | Toluca "B"            | 0                | 0                | 0                |                  |  |   |               |           |           |           |           |  |   |             |       |       |       |       |
|  |                  | 8                     | Necaxa "B"       | 0                | 1                | 1 |                       |                       |                  |                  |                  |                  |  |   |               |           |           |           |           |  |   |             |       |       |       |       |
|  | 8                | 8                     | Necaxa "B"       | 0                | 1                | 1 | Necaxa "B" (p.)       | 0                     | 1                | 1 (5)            |                  |                  |  |   |               |           |           |           |           |  |   |             |       |       |       |       |
|  | 8                |                       |                  |                  |                  |   | Necaxa "B" (p.)       | 0                     | 1                | 1 (5)            |                  |                  |  |   |               |           |           |           |           |  |   |             |       |       |       |       |
|  | 9                | Dorados "B"           | 1                | 0                | 0 (4)            |   |                       |                       |                  |                  |                  |                  |  |   |               |           |           |           |           |  |   |             |       |       |       |       |

#### Octavos de final
| 19 de abril de 2023 | Correcaminos "C" | 1:1 (1:1) | Toluca "B"        | Estadio Profesor Eugenio Alvizo Porras, Ciudad Victoria, Tamaulipas   |                                                                       |
| 16:00 (UTC -6)      | S. Urbina 45'    | Reporte   | R. Policarpio 16' | Asistencia: 400 espectadores Árbitro(s): José Carlos Meléndez Cansino | Asistencia: 400 espectadores Árbitro(s): José Carlos Meléndez Cansino |

| 22 de abril de 2023                  | Toluca "B"       | 2:0 (1:0) (Global 3:1) | Correcaminos "C" | Instalaciones de Metepec Cancha 2, Metepec, Estado de México       |                                                                    |
| 15:00 (UTC -6)                       | H. Rojas 5', 72' | Reporte                |                  | Asistencia: 120 espectadores Árbitro(s): José Andrés Elías Zarzoza | Asistencia: 120 espectadores Árbitro(s): José Andrés Elías Zarzoza |
| Toluca "B" avanzó a cuartos de final |                  |                        |                  |                                                                    |                                                                    |

| 20 de abril de 2023 | Atlante Xalapa | 0:2 (0:2) | Chihuahua "B"                   | Unidad Deportiva UV Cultura, Artes y Deporte, Xalapa, Veracruz |                                                               |
| 14:00 (UTC -6)      |                | Reporte   | B. Grijalva 25' · C. Acosta 40' | Asistencia: 200 espectadores Árbitro(s): Fermín Izquierdo Paz  | Asistencia: 200 espectadores Árbitro(s): Fermín Izquierdo Paz |

| 23 de abril de 2023                     | Chihuahua "B"                                                    | 4:0 (2:0) (Global 6:0) | Atlante Xalapa | Estadio Olímpico UACH, Chihuahua, Chihuahua                             |                                                                         |
| 10:00 (UTC -6)                          | C. Acosta 11' · L. López 30' · L. Balderrama 47' · J. Rivera 85' | Reporte                |                | Asistencia: 200 espectadores Árbitro(s): Luis Fernando Orosco Escalante | Asistencia: 200 espectadores Árbitro(s): Luis Fernando Orosco Escalante |
| Chihuahua "B" avanzó a cuartos de final |                                                                  |                        |                |                                                                         |                                                                         |

| 19 de abril de 2023 | Cimarrones "C" | 0:0     | Deportiva Venados "B" | Unidad Deportiva La Milla, Hermosillo, Sonora                           |                                                                         |
| 10:00 (UTC -7)      | J. Anderson 5' | Reporte |                       | Asistencia: 70 espectadores Árbitro(s): Karlo Geovanni Palmieres Corral | Asistencia: 70 espectadores Árbitro(s): Karlo Geovanni Palmieres Corral |

| 22 de abril de 2023                             | Deportiva Venados "B" | 1:0 (Global 1:0) | Cimarrones "C" | Estadio Alonso Diego Molina, Tamanché, Yucatán |  |
| 15:00 (UTC -6)                                  | .                     |                  |                |                                                |  |
| Deportiva Venados "B" avanzó a cuartos de final |                       |                  |                |                                                |  |

| 19 de abril de 2023 | Mineros TDP                      | 2:1 (1:1) | Tecos "B"        | Estadio Carlos Vega Villalba, Zacatecas, Zacatecas                        |                                                                           |
| 10:00 (UTC -6)      | G. Rodríguez 22' · O. Sotelo 54' | Reporte   | E. Hernández 68' | Asistencia: 100 espectadores Árbitro(s): Erika Monserrat González Nevarez | Asistencia: 100 espectadores Árbitro(s): Erika Monserrat González Nevarez |

| 22 de abril de 2023                 | Tecos "B"                      | 2:0 (1:0) (Global 3:2) | Mineros TDP | Cancha Anexa Tres de Marzo, Zapopan, Jalisco                  |                                                               |
| 10:00 (UTC -6)                      | L. Mendoza 19' · R. Cabral 48' | Reporte                |             | Asistencia: 100 espectadores Árbitro(s): Oscar Ochoa Quiñonez | Asistencia: 100 espectadores Árbitro(s): Oscar Ochoa Quiñonez |
| Tecos "B" avanzó a cuartos de final |                                |                        |             |                                                               |                                                               |

| 19 de abril de 2023 | Alebrijes Teotihuacán | 0:1 (0:1) | C.D. FuraMochis  | Estadio Municipal de Teotihuacán, Teotihuacán, Estado de México |                                                              |
| 12:00 (UTC -6)      |                       | Reporte   | J. Gutiérrez 34' | Asistencia: 200 espectadores Árbitro(s): Ximena Márquez Ruíz    | Asistencia: 200 espectadores Árbitro(s): Ximena Márquez Ruíz |

| 22 de abril de 2023                       | C.D. FuraMochis                   | 2:1 (1:0) (Global 3:1) | Alebrijes Teotihuacán | Club FuraMochis, Los Mochis, Sinaloa                                   |                                                                        |
| 15:00 (UTC -7)                            | J. Gutiérrez 26' · J. Payares 70' | Reporte                | R. Alvarado 49'       | Asistencia: 300 espectadores Árbitro(s): Edwin Eduardo Morfín Verduzco | Asistencia: 300 espectadores Árbitro(s): Edwin Eduardo Morfín Verduzco |
| C.D. FuraMochis avanzó a cuartos de final |                                   |                        |                       |                                                                        |                                                                        |

| 20 de abril de 2023 | Leones Negros "C" | 0:1 (0:1) | Pachuca "C"    | Club Deportivo La Primavera U. de G., Zapopan, Jalisco        |                                                               |
| 10:00 (UTC -6)      |                   | Reporte   | E. Jiménez 32' | Asistencia: 150 espectadores Árbitro(s): Oscar Ochoa Quiñonez | Asistencia: 150 espectadores Árbitro(s): Oscar Ochoa Quiñonez |

| 23 de abril de 2023                   | Pachuca "C"                                                     | 4:0 (4:0) (Global 5:0) | Leones Negros "C" | Universidad del Fútbol, San Agustín Tlaxiaca, Hidalgo               |                                                                     |
| 10:00 (UTC -6)                        | O. González 15' · S. Aguayo 19' · E. Jiménez 26' · S. Gámez 43' | Reporte                |                   | Asistencia: 100 espectadores Árbitro(s): Daniel Misael Marin Quiroz | Asistencia: 100 espectadores Árbitro(s): Daniel Misael Marin Quiroz |
| Pachuca "C" avanzó a cuartos de final |                                                                 |                        |                   |                                                                     |                                                                     |

| 20 de abril de 2023 | Dorados "B"     | 1:0 (0:0) | Necaxa "B" | Estadio Dorados, Culiacán, Sinaloa                              |                                                                 |
| 10:00 (UTC -7)      | J. Quintero 75' | Reporte   |            | Asistencia: 150 espectadores Árbitro(s): Juan David Valdez Mora | Asistencia: 150 espectadores Árbitro(s): Juan David Valdez Mora |

| 23 de abril de 2023                  | Necaxa "B"    | 1:0 (1:0) (5:4 p.)(Global 1:1) | Dorados "B" | Estadio Victoria, Aguascalientes, Aguascalientes                      |                                                                       |
| 10:00 (UTC -6)                       | R. Burgos 29' | Reporte                        |             | Asistencia: 50 espectadores Árbitro(s): Jesús Antonio Reyes Gutierrez | Asistencia: 50 espectadores Árbitro(s): Jesús Antonio Reyes Gutierrez |
| Necaxa "B" avanzó a cuartos de final |               |                                |             |                                                                       |                                                                       |

#### Cuartos de final
| 26 de abril de 2023 | Necaxa "B" | 0:0     | Toluca "B" | Estadio Victoria, Aguascalientes, Aguascalientes            |                                                             |
| 10:00 (UTC -6)      |            | Reporte |            | Asistencia: 50 espectadores Árbitro(s): Antonio Toca Varela | Asistencia: 50 espectadores Árbitro(s): Antonio Toca Varela |

| 29 de abril de 2023             | Toluca "B" | 0:1 (0:0) (Global 0:1) | Necaxa "B"    | Instalaciones de Metepec Cancha 2, Metepec, Estado de México       |                                                                    |
| 15:00 (UTC -6)                  |            | Reporte                | R. Cortés 47' | Asistencia: 100 espectadores Árbitro(s): Hazael Aldair Pérez Corte | Asistencia: 100 espectadores Árbitro(s): Hazael Aldair Pérez Corte |
| Necaxa "B" avanzó a Semifinales |            |                        |               |                                                                    |                                                                    |

| 27 de abril de 2023 | Juárez "B"   | 1:1 (0:1) | Chihuahua "B" | Estadio Momoxco, Milpa Alta, Ciudad de México                 |                                                               |
| 17:00 (UTC -6)      | B. López 15' | Reporte   | G. Ríos 62'   | Asistencia: 50 espectadores Árbitro(s): Yoel Guzmán Hernández | Asistencia: 50 espectadores Árbitro(s): Yoel Guzmán Hernández |

| 30 de abril de 2023                | Chihuahua "B"                                       | 3:0 (1:0) (Global 4:1) | Juárez "B" | Estadio Olímpico UACH, Chihuahua, Chihuahua                             |                                                                         |
| 10:00 (UTC -6)                     | B. Grijalva 32' · J. Rivera 67' · S. Valenzuela 75' | Reporte                |            | Asistencia: 400 espectadores Árbitro(s): Jesús Emmanuel Rosales Perales | Asistencia: 400 espectadores Árbitro(s): Jesús Emmanuel Rosales Perales |
| Chihuahua "B" avanzó a Semifinales |                                                     |                        |            |                                                                         |                                                                         |

| 26 de abril de 2023 | Pachuca "C"                                                   | 4:1 (1:0) | Deportiva Venados "B" | Universidad del Fútbol, San Agustín Tlaxiaca, Hidalgo              |                                                                    |
| 10:00 (UTC -6)      | S. Aguayo 13' · E. Mustre 74' · R. Palma 90' · R. Vilchis 90' | Reporte   | A. Maya 75'           | Asistencia: 120 espectadores Árbitro(s): José Luis Medina Oliveros | Asistencia: 120 espectadores Árbitro(s): José Luis Medina Oliveros |

| 29 de abril de 2023              | Deportiva Venados "B"          | 2:2 (1:0) (Global 3:6) | Pachuca "C"                     | Estadio Alonso Diego Molina, Tamanché, Yucatán                          |                                                                         |
| 15:00 (UTC -6)                   | C. Escobar 30' · B. Torres 89' | Reporte                | P. Martínez 51' · E. Mustre 79' | Asistencia: 100 espectadores Árbitro(s): Ángel Emmanuel Alzaga Esquivel | Asistencia: 100 espectadores Árbitro(s): Ángel Emmanuel Alzaga Esquivel |
| Pachuca "C" avanzó a Semifinales |                                |                        |                                 |                                                                         |                                                                         |

| 26 de abril de 2023 | C.D. FuraMochis | 0:1 (0:0) | Tecos "B"     | Club FuraMochis, Los Mochis, Sinaloa                            |                                                                 |
| 15:00 (UTC -7)      |                 | Reporte   | R. Cabral 75' | Asistencia: 300 espectadores Árbitro(s): Juan David Valdez Mora | Asistencia: 300 espectadores Árbitro(s): Juan David Valdez Mora |

| 29 de abril de 2023            | Tecos "B"           | 2:0 (1:0) (Global 3:0) | C.D. FuraMochis | Cancha Anexa Tres de Marzo, Zapopan, Jalisco                          |                                                                       |
| 10:00 (UTC -6)                 | L. Mendoza 18', 77' | Reporte                |                 | Asistencia: 300 espectadores Árbitro(s): José Carlos Meléndez Cansino | Asistencia: 300 espectadores Árbitro(s): José Carlos Meléndez Cansino |
| Tecos "B" avanzó a Semifinales |                     |                        |                 |                                                                       |                                                                       |

#### Semifinales
| 4 de mayo de 2023 | Necaxa "B"      | 2:1 (2:0) | Chihuahua "B" | Estadio Victoria, Aguascalientes, Aguascalientes                     |                                                                      |
| 10:00 (UTC -6)    | J. Ruiz 8', 32' | Reporte   | C. Acosta 86' | Asistencia: 100 espectadores Árbitro(s): Daniel Sinue García Sánchez | Asistencia: 100 espectadores Árbitro(s): Daniel Sinue García Sánchez |

| 7 de mayo de 2023            | Chihuahua "B" | 1:2 (0:2) (Global 2:4) | Necaxa "B"                    | Estadio Olímpico UACH, Chihuahua, Chihuahua                               |                                                                           |
| 10:00 (UTC -6)               | E. Haro 50'   | Reporte                | A. Mojica 19' · R. Burgos 36' | Asistencia: 1 000 espectadores Árbitro(s): Jesús Emmanuel Rosales Perales | Asistencia: 1 000 espectadores Árbitro(s): Jesús Emmanuel Rosales Perales |
| Necaxa "B" avanzó a la Final |               |                        |                               |                                                                           |                                                                           |

| 3 de mayo de 2023 | Pachuca "C"                     | 2:0 (1:0) | Tecos "B" | Universidad del Fútbol, San Agustín Tlaxiaca, Hidalgo           |                                                                 |
| 10:00 (UTC -6)    | E. Mustre 29' · O. González 48' | Reporte   |           | Asistencia: 200 espectadores Árbitro(s): Walter Peñaloza Urbina | Asistencia: 200 espectadores Árbitro(s): Walter Peñaloza Urbina |

| 6 de mayo de 2023             | Tecos "B" | 0:1 (0:1) (Global 0:3) | Pachuca "C"     | Cancha Anexa Tres de Marzo, Zapopan, Jalisco                      |                                                                   |
| 10:00 (UTC -6)                |           | Reporte                | J. Berlanga 12' | Asistencia: 200 espectadores Árbitro(s): Jesús Gibrán Araujo Ruiz | Asistencia: 200 espectadores Árbitro(s): Jesús Gibrán Araujo Ruiz |
| Pachuca "C" avanzó a la Final |           |                        |                 |                                                                   |                                                                   |

#### Final
| 10 de mayo de 2023 | Necaxa "B"      | 1:2 (1:1) | Pachuca "C"                   | Estadio Victoria, Aguascalientes, Aguascalientes                     |                                                                      |
| 17:00 (UTC -6)     | S. González 14' | Reporte   | E. Mustre 18' · S. Aguayo 83' | Asistencia: 300 espectadores Árbitro(s): Daniel Sinue García Sánchez | Asistencia: 300 espectadores Árbitro(s): Daniel Sinue García Sánchez |

| 13 de mayo de 2023                                                | Pachuca "C"                        | 3:0 2:0) (Global 5:1) | Necaxa "B" | Estadio Hidalgo, Pachuca, Hidalgo                                   |                                                                     |
| 18:00 (UTC -6)                                                    | O. González 7', 16' · S. Gámez 60' | Reporte               |            | Asistencia: 1 000 espectadores Árbitro(s): Figo Rodolfo López Valle | Asistencia: 1 000 espectadores Árbitro(s): Figo Rodolfo López Valle |
| Pachuca "C" campeón de Equipos Sin Ascenso de la Liga TDP 2022-23 |                                    |                       |            |                                                                     |                                                                     |

| Campeón Liga TDP 2022-23 (Sin Ascenso) |
| -------------------------------------- |
|                                        |
| Pachuca "C"                            |
| 1° Título                              |

## Estadísticas

### Tabla de goleo general
Fecha de actualización: 16 de abril de 2023
Datos según la página oficial
|    | Jugador               | Equipo               | Goles |
| -- | --------------------- | -------------------- | ----- |
| 1º | Edson Cibrián         | CDM F.C.             | 41    |
| 2º | Daniel Iván Ramos     | Halcones Negros F.C. | 39    |
| 3º | Yefte Adrián Espinoza | Aragón F.C.          | 33    |
| 4º | Juan Luis Flores      | Águilas UAGro        | 28    |
| 5º | José Manuel Maciel    | Atlético ECCA        | 23    |
| =  | Oliver Cabrera        | Atlético Pachuca     | 23    |
| 7º | Jonathan Hernández    | C.D. Matamoros       | 22    |
| 8º | Carlos Edu Vargas     | Atlético Leonés      | 21    |
| =  | Aníbal Marín          | Lobos ITECA          | 21    |
| =  | Yael Valdez           | CDM F.C.             | 21    |